# Историја Немачке
Немачки језик и „германизам“ постоје више од хиљаду година, али је држава по имену Немачка као модерна национална држава формирана већ 1871. године, када је Пруска предводила немачке државе до победе над Француском. Тада је настао други Немачки Рајх, обично препознатљив као Царство.
Први рајх, познатији као Свето римско царство Немачке нације, је настао поделом Каролиншког царства (843), кога је раније основао Карло Велики. Царство је трајало све до 1806. Током ових хиљаду година, Немци су успешно проширили свој утицај на исток уз помоћ Католичке цркве, Тевтонског витешког реда и Ханзеатске лиге.
Године 1530, покушај протестантске реформације Католичке цркве је пропао, што је довело до формирања нове, Протестантске цркве, која је постала нова званична религија у многим немачким државама. Ова догађања су довела до Тридесетогодишњег рата (1618), који је, када се завршио Вестфалским миром (1648), учинио да Немачка постане економски исцрпљена и политички нестабилна. Оваква ситуација је онемогућила да Немачка понуди ефикасан отпор Наполеону и Свето римско царство је било укинуто 1806. После пада Наполеона склопљена је Немачка конфедерација (Deutscher Bund), где је главну реч имала Аустрија. Конфедерација се састојала од 39 малих држава.
Амбициозни премијер Пруске, Ото фон Бизмарк, је искористио тежње за националним уједињењем да вештом унутрашњом и спољном политиком наметне доминацију Пруске монархије. Бизмарк је био познат као „културни борац“ против римокатолицизма и борац за социјалне реформе.
После француског пораза у Француско-пруском рату (1870), Други рајх је проглашен у Версају, 18. јануара 1871.
Међутим, у Првом светском рату (1914—1918), када је инвазија на Француску била главни циљ, на крају је победила Француска.
Тиме је окончан Други немачки рајх, када је немачки цар Виљем II био принуђен да абдицира.
После револуције и одбацивања монархије, конституисана је демократска Вајмарска Република. Велики економски проблеми Немачке изазвани Великом депресијом и диктатима Версајског мира, довели су до одбацивања демократије од стране и лево и десно оријентисаних немачких грађана.

## Сеоба народа
Германи су у Римско царство најпре долазили као слуге и колони. Варвари су били у различитом степену колонизовани у зависности од близине римској граници. Утицај Рима на варваре могао је бити далеко већи да су Римљани показали интересовање за ширење својих интереса међу њима. Први Римљани који су се за то интересовали били су хришћани. Најранија позната отаџбина Германа била је област око западног дела Балтичког мора, северне Немачке, до реке Одре на истоку. До Христа, Германи заузимају област целе данашње Немачке одакле су њихово напредовање зауставиле јаке границе римске државе. На доњој Рајни живели су Франци, а на горњој Алемани. У Чешкој су живели Маркомани, док су Вандали и Гепиди живели у угарској равници. Одатле до реке Дон простирала се област Гота. У северозападној Немачкој живели су Саси, док су Англи и Јити насељавали Јитланд. Источно од Саксонаца живели су Свеви, а још даље Лангобарди.

## Франачка
Франци су западногерманска скупина која се први пут помиње у 3. веку. Делили су се на три језгра: северна скупина, Батавци или Салијски Франци, насељавали су област данашњег Келна. Рипауријски Франци насељавали су област средње Рајне, а Хати источно од Рипауријских франака. Најјача скупина били су Салијски Франци који 357. године стичу статус римских федерата и насељавају Тоскандрију. Под вођством Меровеја учествују у бици на Маурицијаковом пољу након чега освајају целу северну Галију до Соме. Након пада Западног римског царства, Аквитанију заузимају Визиготи, а облашћу између Франака и Визигота је до 486. године владао римски намесник Сијагрије. Сијагрије је страдао у бици против франачког владара Хлодовеха, а Франци постају суседи Визигота. Године 496. Хлодовех је освојио државу Аламана. Неколико година раније је прихватио хришћанство.
Године 500. Хлодовех неуспешно напада Бургундију којој у помоћ притичу Визиготи. Године 507. Франци су у бици код Вујеа поразили Визиготе и протерали их из Галије. Римљани су му доделили титулу конзула. Године 509. Хлодовех постаје и краљ Рипауријских Франака. Престоница му је била у Паризу. Умро је 511. године, а држава је подељена међу четворицом синова.

### Покрштавање
Из англосаксонских центара, хришћанство се почело ширити у области делте Рајне. Англосаксонски мисионари деловали су један век. Најважнији су били Вилиброрд (Климент) и Винфрит (Бонифација). Вилиброрд (658—739) је, уз подршку франачког краља, ширио хришћанство међу Фризима. Постао је први фризијски архиепископ са седиштем у Утрехту (данашња Холандија). Од Фризије до Тирингије и Баварске деловао је Винфрит. Винфрит је основао манастир у Фулди и носио титулу „архиепископ Германа“ са седиштем у Мајнцу.
Након смрти франачког краља Дагоберта који је био последњи меровиншки краљ са стварном влашћу, у Франачкој су владали краљеви главни помоћници – мајордоми. Од 687. године ова функција је била резервисана за династију Каролинг. Након смрти Карла Мартела, мајордоми су постали његови синови Пипин и Карломан, знатно побожнији. Они су спровели корените реформе франачке цркве у складу са канонским правом позног Римског царства. Карломан се 747. године замонашио, а мајордом целе Франачке постаје Пипин. Положај му је оспоравао други брат те је Пипину била потребна потврда легитимитета од стране папе. Истовремено је желео да постане и формално краљ Франачке и збаци меровиншког владара Хилдерика.
Пипинова тежња да добије пристанак за свргавање Меровинга поклопила се са потребама папе Захарија да се заштити од Лангобарда који су вршили притисак на Рим. Папа је дао легитимитет Пипиновој побуни и свргавању Хилдерика. Пипин је изабран за франачког краља (751). Пипин је, за узврат, поразио лангобардског краља, а освојене територије (некада византијске) прикључио папиној држави. Ова „Пипинова даровница“ представља почетак папске државе која је постојала до уједињења Италије 1870. године, а постоји и данас као држава Ватикан.
Германске војсковође углавном су поштовале хришћанску цркву. Франачки владар Хлодовех (486—511) склопио је са црквом савез схватајући њену важност у обезбеђивању верности народа. Хлодовех је постао заштитник католичке цркве у Галији. Године 496. покорио је Алемане, а 507. протерао Визиготе из Галије (сем Септиманије). Претња великог остроготског владара Теодориха спречила је Хлодовеха да освоји Бургундију, али су то учинили његови наследници 534. године након Теодорихове смрти (умро 526. године).

### Пипин и Карло
Хлодовех је био први владар династије Меровинг. Франачки престо био је изборни с тим што је избор био ограничен на лозу Меровинга. Након смрти Хлодовеха, држава се распала те је распарчана остала (изузев мањих прекида) током читаве владавине Меровинга. Старе франачке земље, са обе стране Рајне, чиниле су Аустразију. Северна Галија називана је Неустријом, некадашње Бургундијско војводство је чинило трећу франачку државу, а југозападна Франачка била је позната као Аквитанија.
Франачки краљеви подржавали су католичку цркву, али су истовремено захтевали да је потпуно контролишу. Краљ је утицао на избор епископа, сазивао саборе и потврђивао саборске одлуке и сл. Након изумирања прве генерације свештеника, на њихово место долазе углавном Франци због чега писменост и црквена дисциплина опадају. О историји Франачке у доба Меровинга сазнајемо највише на основу дела „Црквена историја Франака“ епископа Гргура из Тура. Ученост је била веома ретка, а писменост тек изузетак. У последњем веку Меровинга, стварна моћ краљева веома је опала. Многи од краљева били су малолетни те је функцију регента вршио мајордом (управник краљевог двора) или вођа Франака (dux Francorum). Мајордом последњег моћног меровиншког краља Дагоберта (629—639), Пипин Ланденски, основао је племићку породицу из које су у наредном периоду бирани мајордоми за франачке краљеве. Пипинов син је Карло, прозван Мартел (чекић), мајордом од 714. до 741. године. Зауставио је продор Арабљана који су у периоду од 711. до 717. године заузели Визиготску Шпанију и Септиманију у бици код Поатјеа 732. године.
Карла су наследила двојица синова, Пипин и Карломан. Пипин се 747. добровољно замонашио и оставио власт своме брату. Пипин је покретач реформи у франачкој цркви које је извршио заједно са енглеским монахом Светим Бонифацијем. Сви франачки свештеници заклели су се папи на покорност, одређено је да се црквени сабори одржавају сваке године и, најважније, манастири су прихватили правила Светог Бенедикта. Правила су се изражавала у целибату, сиромаштву, послушности, одрицања воље, потпуне покорности опату, физичком раду, читању, учењу и др.
Пипин је настојао и формално преотети власт од меровиншког краља. За укидање свете меровиншке лозе требала му је сагласност цркве. Сагласност је Пипин потражио од папе који је, на основу Константинове даровнице, сматран за меродавног да одлучује о таквим стварима. Папа му је дао пристанак те је 751. године Пипин крунисан за франачког краља од стране Светог Бонифација. Хилдерик III (последњи меровиншки краљ) протеран је у манастир. Тиме је Меровинге заменила династија Каролинг. Пипин је папи убрзо узвратио услугу. Лангобардски краљ Аистулф је неколико година раније освојио Равенски егзархат (до тада византијску територију) и угрозио самог папу. Пипин је покренуо два похода против Аистулфа. Равенски егзархат је освојен и прикључен папској држави.
Пипина су наследила двојица синова (768): Карло и Карломан. Карломан је убрзо умро (711), те је Карло постао краљ читаве Франачке. Године 773. Карло је, под изговором нових лангобардско-папских сукоба, освојио Павију и преузео лангобардску круну. Од 772. до 792. вођен је рат против Саксонаца. Године 787. освојио је Баварску што је Франачку довело у додир са Аварским каганатом. Убрзо је Аварски каганат прикључен Франачкој која се сада простирала до Фрушке горе. Године 778. Карло је покренуо поход на омајадску Шпанију, али је доживео пораз код Сарагосе, а његова заштитница страдала је на Пиринејима. Од 795. до 812. године, Карло је обновио рат и освојио североисточни део полуострва (до реке Ебро).

### Оснивање Светог римског царства
Године 800. Карло је у Риму крунисан за римског цара од стране папе Лава III. Био је први цар у западној Европи још од пада Западног римског царства. Још једна од Карлових заслуга јесте и увођење учености у варварску државу. На свој двор позвао је десетак учених људи из Европе чија је највећа заслуга била преписивање дела при чему је развијено минускулно писмо познатије као каролина. Међу учене људе на двору спадају и Алкуин, Петар из Пизе, Павле Ђакон и Ајнхард.

### Карлови наследници и распад Франачке
Лудвигу се 823. године родио син Карло Ћелави коме је 829. године отац преписао територије Аламанију, Алзас, Рецију и део Бургундије. Ове области су до тада биле намењене старијем Лудвиговом сину Лотару који, у савезу са осталим старијим Лудвиговим синовима, га приморава да 830. године поништи одлуку из 829. године. Фактичку власт преузима Лотар, а Лудвиг је живео готово као заробљеник. То није одговарало старијим Лудвиговим синовима, Лудвигу Немачком и Пипину Аквитанском, који га враћају на власт 831. године. Њихове баштине су након тога увећане. Међутим, Пипин и Лудвиг прелазе две године касније на Лотарову страну и приморавају Лудвига да се одрекне престола. У новој подели царства, Карло је остао без икаква удела, а Лотар је проглашен царем. Почетком 835. године немачка војска присилила је Лотара на напуштање Ахена и повратак у Италију, а Лудвиг је поново враћен на престо. Знатно повећање Карловог поседа довело је до сукоба са Лудвигом Немачким и до нове, шесте поделе царства, а након смрти Пипина Аквитанског дошло је и до седме поделе. Лудвиг је извршио осму поделу 839. године поделивши царство између Лотара и Карла. Након његове смрти (840. године), Лудвиг Немачки и Карло удружили су се против Лотара. Приморали су га да се повуче у Италију, а поседе су поделили међу собом (девета подела извршена 842. године). Све жешћи напади Нормана довели су до измирења браће и коначне поделе која је августа 843. године извршена у Вердену. У складу са Верденским споразумом, Лотару је, сем Италије, дато и уско подручје од Фригије до Провансе. Карлу су припале земље на западу, а Лудвигу на истоку.
Након смрти западнофраначког краља, Карло Дебели постаје и владар западног краљевства чиме је накратко поново уједињено некадашње царство Карла Великог. Међутим, пошто је Карло Дебели био неспособан владар, источнофраначки великаши убрзо за новог краља постављају Арнулфа Карантанског чиме је расцеп обновљен. Карло Дебели умире 888. године, а западнофраначки вазали за новог краља постављају Ода, париског грофа. Његова власт није обухватала Аквитанију, Северну Бургундију, Јужну Бургундију са Прованском ни Бретању. Тако се Карлово царство распало на 5 краљевина (Француска, Немачка, Италија, Северна Бургундија и Арелат) и још два независна војводства (Аквитанија и Бретања).

## Немачка под влашћу Отонске династије (919—1024)
Још пре смрти Карла Дебелог 888. године, Источнофраначке земље (Немачка) одвојиле су се од Царства. Њима је завладао Арнулф Карантински. Арнулф је био једини владар династије Каролинг у новоформираним државама. У првим годинама своје владавине (887—899), Арнулф је водио борбу са Великоморавском кнежевином којој је био приморан признати независност. Потом је, након смрти Гвида II, преузео италијанску краљевску круну (896). Међутим, у Италији га је ударила кап, те се морао вратити у Немачку где је провео остатак живота. Наследио га је шестогодишњи син Лудвиг Дете (899—911). У овом периоду долази до напада Мађара који освајају Великоморавску кнежевину, а Немачка се распала на пет војводстава: Саксонија, Франконија, Баварска, Швапска, Лотарингија. Лотарингију је освојио француски краљ Карло Безазлени. Лудвига је наследио војвода Франконије, Конрад I (911—919). Он се суочио са бројним побунама широм Немачке. Наследио га је Хенрик I Птичар (919—936). Хенрик је нанео пораз Мађарима код Турингије (933). Неколико година раније прикључио је држави Лужичко-српску област. Ратовао је и са Данцима и 934. године основао маркгрофовију Шлезвиг. Наследио га је син Отон I (936—973), оснивач Светог римског царства. Први рат Отон је водио против Чешке. У њему је поражен. Потом је угушио побуну коју је организовао његов брат Хенрик. Користећи се сукобима у Италији Отон је 951. године преузео италијанску круну оженивши се краљевом удовицом Аделадом. Године 955. Мађари покрећу нов напад на Немачку, али им је Отон нанео пораз на Лешком пољу. Тиме је окончана мађарска инвазија на Европу. Освојивши Италију 951. године, Отон ју је предао Беренгару II на управу. Беренгар је спровео режим насиља због чега Отон покреће нови напад на Италију и 961. године стиже до Рима. Следеће године крунисан је за цара. Отоновим привилегијама потврдио је привилегије папства утврђене Пипиновом и даровницом Карла Великог. До своје смрти Отон је још два пута предузимао поход на побуњену Италију. Наследио га је син Отон II (973—983). Он је успешно сузбио напад данског краља Харолда Плавозубог на Немачку. Следећи владар био је Отон III (983—1002). Владавину је започео тек по стицању пунолетства (996). На папски престо силом је поставио Гргура V који га је крунисао за цара. До 999. године столовао је у Риму, а одатле је побегао због побуне. Умро је 1002. године спремајући се за рат.
Отон није имао синове због чега је уследила борба за власт. Од три претендената победу је однео Хенрик II, унук брата Отона II (1002—1024). Годину дана пре ступања Хенрика на власт, пољски владар Болеслав Храбри изборио се за независност. Рат је трајао до 1005. године када је склопљен мир, а Пољској призната самосталност. Године 1014. Хенрик је предузео поход на Рим и приморао папу да га крунише за цара. Арелатског краља Рудолфа III приморао је да му завешта државу. Умро је без потомства. Великаши су за краља поставили Конрада II (1024—1039), оснивача нове династије.

## Владари Салијске династије (1024—1125)
Он се 1027. године крунисао за цара. Конрад је приморао Чешку да призна вазалску позицију према Немачкој. Године 1034. освојио је Арелат. Умро је у епидемији која је избила 1039. године. Хенрик III (1039—1056) је током своје владавине интервенисао у гушењу устанака у Чешкој (Казимир Обновитељ), Мађарској и Италији. Хенрик IV (1056—1105) на власт је дошао као малолетник, а пунолетство је стекао 1065. године. Током његове владавине формирана је Вендска краљевина Љутића и Бодрића. Године 1075. угушио је устанак феудалаца и наметнуо војводама неограничену краљевску власт.
Сукоб са црквом, тзв. Борба за инвеституру, започео је доласком на папску столицу Гргура VII. Гргур је издао спис Dictatus Papae у коме је нагласио божанско порекло цркве и своје право да царевима даје и одузима круну. Хенрик се најпре није обазирао на спис. Са папом је ушао у сукоб када је за миланског надбискупа поставио свог човека. Папа и цар збацили су један другог са положаја. Измирење је извршено на сабору у Аугзбургу 1078. године где се Хенрик лукаво поклонио папи и замолио га за опроштај што овај није смео да одбије. Међутим, папа је убрзо подржао новог претендента на немачки преѕто, Рудолфа Швапског, што доводи до новог сукоба. Године 1080. Хенрик покреће поход на Рим. Осваја га 1084. године и на папску столицу поставља Клемента. Повукао се пред војском Нормана Роберта Гвискара. Нови папа, Урбан II, поново је екскомуницирао Хенрика. Сукоби су накратко заустављени на сабору у Клермону 1095. године где је установљен Божији мир због избијања Првог крсташког рата. Да би стекао наклоност папе, Хенрик је изјавио да жели покренути поход на Свету земљу. На ту вест великаши су се побунили и на престо поставили његовог сина, Хенрика V (1105—1125). Старији Хенрик умро је следеће године. Хенрик V наставио је са сукобом око инвеституре. Године 1110. ухапсио је папу и приморао га да се одрекне световне власти. Међутим, након пораза Хенрика од феудалаца, папа га је поново екскомуницирао. Сукоб око инвеституре завршен је 1122. године склапањем Вормског конкордата. Победу је однело папство; цар се одрекао права на избор бискупа и опата. Хенрик је умро 1125. године. Са њим је изумрла Франконска династија (1024—1125).

## Немачко друштво у раном средњем веку
Рано средњовековно друштво готово је у потпуности било сеоско и пољопривредно. Градски живот и развијена трговина Римског царства готово су у потпуности упропашћени за време грађанских ратова у 3. веку. Германи нису показивали жељу да живе у градовима. Каролиншко царство имало је слабо развијену трговину. Иако је становништво живело у стамбеним квартовима око катедрала и дворова, оно се углавном издржавало пољопривредом, а не трговином и занатством. Римски друмови и мостови пропадали су и нестајали. Новца није било. Западна Европа није била богата златом, а сребро није ни копано. Прекид трговине са Истоком довео је до нестајања новца. Наравно, новац никада није потпуно ишчезао, али у 10. и 11. веку није имао никакву улогу. Људи су живели од производа које сами направе.
Постојала су два типа насеља у Немачкој: сеоца и села. Сеоца су оснивана у крајевима са неплодном земљом, а села на плоднијој земљи. Обрада земље у сеоцима била је веома примитивна. Окућница и мали комад земље непрестано су обрађивани, а остатак земље сељак би обрађивао годину дана или док се земља не би испостила. Земља у селима обрађивана је тзв. двопољним или тропољним системом. Једно поље је обрађивано, а друго остављено на угар. Села су били најгушће насељени центри Западне Европе.
Већина села имала је свог господара – властелина. Сељани су били његови кметови који су га издржавали у замену за заштиту. Нејасни су почеци и развој властеоског система. У нередима 9. и 10. века нико није био сигуран ако није имао заштиту. Због тога су се нека села добровољно покорила неком ратнику-коњанику. Друга су била присиљена на то. Трећина или половина приноса припадали су властелину. Кмет је за властелина косио сено, чувао стоку и радио за свог властелина. Кметови су потомци римских колона. До 10. века је већина сељака северне Француске и Немачке дошла у статус кметова. Десети и једанаести век обележени су борбама цркве и феудалаца око права кметова. Из ових борби је као победник изашла црква. Кмет до тада није имао права као људско биће. Тада је стекао право да се жени (уз одобрење вазала); био је везан за земљу коју обрађује, није могао да има својину, а уколико ју је имао, она је припадала властелину и он је могао да је одузме кмету.

### Феудализам у Немачкој
Норманске, арабљанске и мађарске најезде довеле су до тога да ратнички занат постане најкориснији у Западној Европи. Ратници су углавном били припадници племства. У Франачкој је од племства била састављена војска Карла Мартела и војска Пипина Малог. Поседници земље који су је имали више него што им је било потребно додељивали су бенефицијуме војницима који су на тај начин постајали њихови вазали. Током 9. века образована је хијерархија коју су чинили вазали и њихови господари – сениори. Обичан витез био је вазал крупнијег земљопоседника док је овај био у вазалном односу према неком још моћнијем феудалцу, можда грофу. На врху хијерархијске лествице налазио се краљ. Односи између сениора и вазала пролазили су кроз промене. Бенефицијум је времено постао наследан. Отприлике у исто време када је постао наследан, долази до промене у терминологији те се бенефицијум назива феудом. Сениор више није могао одузети бенефицијум вазалу сем уколико вазал није погазио уговор. Односи између вазала и сениора утврђују се на скупштинама вазала које је сазивао сенатор, а у којима су учествовали сви његови вазали. Основна сврха феудалних односа било је садејство у рату. Дужност сениора била је да заштити своје вазале, а дужност вазала да учествују у војсци сениора. Постојале су две врсте рата: нападачки и одбрамбени. У одбрамбеном рату вазали су учествовали у војсци док опасност не престане, а у нападачком рату вазал је обично био обавезан да служи у војсци четрдесет дана.
Сваки феудалац је до 12. века имао макар један замак. Тврђаве са „насипом и двориштем“, окружене шанцем, настале су у 10. веку. Вазали су се окупљали на сениоровом двору и у сврху саветовања. Вазали су пресуђивали у споровима између сениора и једног од вазала. Феуди су као надокнада за службу додељивани и носиоцима најважнијих дужности на сениоровом имању: сенешалима, контаблима и маршалима, понекад чак и коморницима, надзорницима послуге, шумарима, куварима.
Дужност вазала према сениору (уз основне: учествовање у војсци, саветовање) била је и ослобођење или релиф (плаћање након смрти сениора или вазала), помоћ (сакупљање откупа, позајмљивање новца) и дужност да сениору укаже гостопримство. Сениор је најчешће предузимао старатељство над наследником умрлог вазала. Ако је наследник био дечак, вршио је старатељство до пунолетства. Ако је у питању наследница, дужност сениора била је да јој нађе мужа који ће преузети феуд.
Сениор је био обавезан да штити вазала, његов феуд и породицу од непријатеља. Сем тога, био је обавезан да на свом двору врши правду према свом вазалу. Ако сениор не би извршио своје обавезе, вазал би могао да му откаже послушност. Односи сениора и вазала проглашавани су на церемонији познатој као заклињање на верност (fidelitas) и омаж (homage). Вазал би тада клекао пред сениора, положио своје руке на његове и заклео се да ће га верно служити. Сениор му је често давао комад земље као симбол даровања феуда. Разлика између заклетве и омажа није сасвим утврђена. Највероватније је да се заклетва односила на успостављање личног односа, а омаж се односио на феуд.
До 12. века постало је уобичајено да један вазал има више сениора. Шампањски гроф, на пример, био је вазал француског краља, бургундијског војводе, цара Светог римског царства, ремског и сенског архиепископа... Да би се разрешила ситуација која би настала када би, на пример, два сениора истог феудалца заратила, утврђен је обичај лиеж-омажа. Феудалац који би учинио лиеж-омаж једном сениору био је обавезан на личну службу њему. Припадник феудалне касте имао је само једну основну дужност – борбу. Са седам година он је послат из куће на пријатељски двор где је неколико година као паж служио господарицу замка. Са 14 или 15 година постајао је штитоноша, служећи као пратиоца свога сениора. Старао се о коњима, гланцао оклоп, послуживао га за столом и др. Са 20 година добијао је оклоп, оружје, коња и бивао проглашен за витеза. Том приликом је обично клекнуо испред сениора који би га ударио пљоснатом страном мача у раме. Од тада је могао да учини омаж и управља феудом.

## Династија Хоенштауфен
Пре него што је умро, Хенрих V (1106—1125) је престо оставио своме сестрићу Фридриху од Хоенштауфена, швапском војводи. Међутим, Фридрих и његов отац подржавали су салијске краљеве у борби против папства те се црква и кнежеви удружују како би заобишли Фридриха и на престо поставили Лотара од Суплинбурга (1125—1137). Лотар је био само фигура на царском престолу. Целу своју владавину провео је у борби против Фридриха од Хоенштауфена. Своју ћерку удао је за Хенриха Гордог, члана моћне племићке куће која је владала Баварском. Кнежевима није одговарао моћни владар те су се окренули Хоенштауфовцима и за краља 1137. године изабрали Конрада III (владао до 1152. године). Конрадова владавина период је потпуног безвлашћа. Кнежеви су желели слабог владара, али им није одговарао стални унутрашњи рат. Када је Конрад умро, на престо су довели сина Фридриха Швапског, Лотаровог противника, Фридриха I Хоенштауфена, познатог као Барбароса (1152—1190). Он је био глава породице Хоенштауфен и праунук цара Хенриха IV. Такође је био и рођак главе породице Велф, Хенриха Лава. Кнежеви у Немачкој били су полунезависни, а Фридрих је имао ослонац само у Швапској. Због тога је одлучио да ратује ван Немачке, у краљевини Бургундији и Италији. Швапску је дао Конрадовом сину Фридриху, а Гослар Хенрику Лаву. Од Аустрије је начинио војводство (на челу са Албертом Медведом) створивши тако равнотежу Хенриховој моћи у Баварској. Сви кнежеви положили су му вазалну заклетву. Немачка тако постаје феудална држава.
Фридрих се 1156. године оженио Беатрисом од Бургундије и тако у њено име преузео краљевство. Потом је заратио са Ломбардијом. Тамо је након смрти Хенриха IV извршена револуција. Градско племство одузело је политичку власт епископима и успоставило је комуне. Најмоћнија од њих био је Милано који је стално ратовао са Кремоном. Фридрих је умарширао у Ломбардију захтевајући права која му припадају као лангобардском краљу. Милано је подигао устанак те га Фридрих опседа и осваја 1162. године. Град је разорен, а Фридрих је Ломбардију препустио дивљим немачким витезовима који су владали чврстом руком. Остатком Италије владала су три човека: Фридрихов ујак Велф VI владао је Сполетом и Тосканом, папа је владао папском државом, а Виљем I Сицилијом. Норманску краљевину Сицилију добио је Виљемов деда Роџер I 1091. године као феуд од папе. Због тога су папа и сицилијаски краљ склопили савез против Фридриха. Савезу је приступила и Ломбардска лига. Комуне су, суочене са заједничком опасношћу, прешле преко међусобних размирица и створиле лигу против немачког цара. Фридрихова војска разбијена је 1176. године код Лењана. Контингенти Хенриха Лава нису учествовали у бици јер је цар одбио да му преда Гослар. Након пораза, цар се вратио у Немачку, позвао Хенриха Лава на свој двор и лишио га феуда. Хенрих Лав је побегао у Енглеску, а његови поседи су раздељени. Фридрих је постао господар Немачке.
У рату са Италијом, Фридрих је прибегао дипломатији. Са Ломбардијским савезом је 1183. године склопио мир. Званичници комуна постали су вршиоци царске власти и за то су цару плаћали велику годишњу накнаду. Мир са Сицилијом учвршћен је женидбом Фридриховог сина Хенриха са Виљемовом сестром Констанцом, тетком тадашњег краља Виљема II. Тоскану, Сполето и Анкону изделио је на округе и поверио их својим грофовима. Папство је било беспомоћно. Међутим, цара је могао изабрати само папа. Цар није могао вршити царску власт док га не изабере папа. Фридрих је своју царску титулу оправдао тиме што је био пуноправни наследник цара Отона I. Фридрих је први употребио појам Свето римско царство. Фридрих је погинуо у Малој Азији 1190. године. Наследио га је син Хенрих VI (1190—1197). Он је још раније проглашен за савладара са титулом краља Немачке. Хенрих Лав и Ричард I Енглески подстицали су немире у Немачкој. На Сицилији је краљ Виљем умро остављајући малолетног сина Танкреда. Констанца, жена цара Хенриха, имала је много више права на власт, али Сицилијанци на то нису пристали. Хенрих VI је у Немачкој провео мало времена, тек толико да од свог вазала, аустријског војводе Леополда V, откупи заробљеног Ричарда I и да се договори око његовог откупа. Када је енглески краљ откупљен, он му је доделио формалну титулу краља Бургундије. Хенрих VI је 1194. године напао и освојио Норманско краљевство Сицилију. Његова држава сада је обухватала целу Немачку, Италију и Сицилију. Цар је планирао напад на Грчку и Палестину. Са папом је покушао да склопи мир, али је овај одбио. Преговоре је прекинуо жестоки устанак на Сицилији кога је Хенрих VI угушио. Убрзо је умро. За намесника Хенриховог малолетног сина Фридриха изабран је брат Хенриха VI, Фридрих од Хоенштауфена. Ричард Лавље Срце подржао је сина Хенриха Лава, Отона IV, у борби за немачку круну. Група немачких кнежева изабрала га је 1198. године за краља Немачке. Избио је грађански рат између двојице краљева. На папској столици тада се налазио амбициозни папа Иноћентије III (1198—1216) чврсто решен да спречи спајање Сицилије и Немачке. Подржао је Отона IV који је сада постао једини члан династије Велф који се успешно домогао царске круне. Већина немачких кнежева је, међутим, подржавала Фридриха од Хоенштауфена те се Отон повлачи у Енглеску. Фридриха је 1208. године убио један лични непријатељ те Отон IV преузима власт. Папа га је 1209. године крунисао за цара. Иноћентије се убрзо разочарао у свог савезника. Отон није пристао да папству врати земље које му припадају и припремао је снаге за напад на Сицилију. Иноћентије га је изопштио и лишио царске круне. Подржао је Фридриха II, владара Сицилије и сина Хенриха VI. На његову страну стао је и Филип Август, непријатељ Отона и енглеског краља Јована. Фридрихова војска састала се са Филиповом. Он 1212. године улази у Немачку. У бици код Бувина 1214. године уништена је моћ Отона IV. Он се повукао на свој посед у Саксонији где је умро 1218. године. Фридрих је постао господар Немачке (1214—1250). Фридрих се није много интересовао за Немачку. У њој је остао до 1220. године да би је уредио тако да се у њу мора што мање враћати. Био је високо образован под великим утицајем муслиманске културе на Сицилији. У свом крсташком рату преговорима је добио много више него што би добио оружјем. Фридрих је намеравао да од Италије створи централизовану државу са седиштем на Сицилији. Тиме је постао смртни непријатељ папства. Уз подршку папе обновљена је Ломбардска лига која је заратила са царем. Под притиском цара папа Иноћентије IV се повлачи у Лион. Остатак његове владавине представља дугу приповест о изопштењима, привременим помирењима са црквом, биткама и опсадама. Посебно тежак пораз нанели су му ломбардски градови 1248. године код Парме. Наследио га је син Конрад (1250—1254). Он је био беспомоћна фигура. На Сицилији га је 1254. године наследио брат Манфред. Папа је био једнако непријатељски расположен и према Манфреду. Упутио је позив Хенрију III и понудио му сицилијански престо. Када је краљ то одбио, упутио је позив брату француског краља, Карлу, грофу Анжуа и Провансе. Карло је пристао и 1266. године освојио Сицилију. Успоставио је власт анжујске династије.
Немачки кнежеви су за то време изабрали двојицу супарничких страних кнежева (Ричарда Корнволског и Алфонса X од Кастиље) од којих ниједан није имао подршку свих кнежева. Потом су 1273. године на престо поставили Рудолфа, грофа Хабсбурга (1273—1292). Иако ситан кнез пре доласка на власт, Рудолф је успешно искористио владарски положај да постави темеље будућој величини своје куће оженивши свог сина наследницом Аустрије. Немачка је сада, у суштини, била лабав савез кнежева под слабим сизеренством изборног краља.

## Свето римско царство у 14. и 15. веку
Током 14. и 15. века Свето римско царство у ствари је представљало конгломерат од практично независних мањих или већих држава којих је било око 16000. Моћ царева углавном је почивала на поседовању Чешке или Угарске. Царством су у 14. и 15. веку владале две династије: Луксембурзи и Хабзбурговци. Хабзбуршку династију уздигао је цар Рудолф (1273—1291) кога је наследио син Алберт (1298—1308). Алберт се свога сина Јована оженио наследницом круне Чешке, али му и поред тога Чешка није припала. Јован је погинуо у бици код Кресија борећи се на страни Француза. Његов син Карло поразио је немачког цара Лудвига и преузео царску круну 1347. године. Карло је 1356. године донео Златну булу којим су одређени изборници који су након цареве смрти били дужни да изаберу новог цара. `Њега су, један за другим, наследила двојица синова: Венцеслав (1378—1400) и Сигисмунд (1410—1437). Сигисмунд се оженио наследницом Угарске, а своје немачке земље оставио је зету Алберту V. Алберт је убрзо умро, а наследио га је рођак Фридрих III (1440—1493). Он је последњи немачки цар крунисан у Риму. Био је веома слаб владар, а управљао је једино Аустријом, иако је и њу изгубио на дуже време.
Техника штампања каква се примењује и данас, са покретањем металних слова, пронађена је и усавршена у Мајнцу око 1450. године. Заслуга за то припада пре свега Јохану Гутенбергу, немачком златару. Штампање књига постојало је и раније, у Кини. Њихова техника се, међутим, није могла применти у Европи због различитог начина писања. Проблем је у Европи решен тиме да се за свако слово направио посебан калуп. Прво се штампају црквене књиге (Библија) и карте за игру. Штампарија доприноси производњи хартије. Суви листови добијали су се потапањем у воду коже, старих крпа, кудеље и сл. Хартија се користи у Гутенбергово време, као и мастило. Дуго времена су непревазиђене Гутенбергова Библија и Псалми (1457). За књигу се интересује племство, док сељаштво нема потребе за њом (јер је неписмено). Највећи корисници су градови и универзитети. Књиге се штампају и на латинском и на језицима посебних народа. Штампарије брзо ничу широм Европе. До 1500. године одштампано је око 6.000.000 књига. Реформација подстиче ширење штампе и штампања што доводи до увођења цензуре. Забране и спаљивање књига постају метод у борби против ширења неприхватљивих идеја. У време Реформације, Ватикан од 1559. године објављује спискове забрањених књига (Индекс). Због великог броја штампарија, цензура није у потпуности успешна.

## Реформација
Мартин Лутер (1483—1546), пореклом из Тирингије, уобличава различите идеје у посебну веру. Он је човек села, верује у зле духове, постаје члан реда Светог Августина и стиче потпуно верско образовање. Постаје професор на универзитету у Витенбергу 1508. године где се залаже за хуманистичке студије и напада сколастичаре. Стиче докторат теологије 1512. године када почиње да држи предавања о Светом писму, псалмима, Римљанима и Галима. Износи мишљење да се човек може спасти само веровањем, највероватније 1516. године. То је основна идеја реформације. Истину треба тражити у Светом писму које мора бити приступачно свима. Продаја индулгенција посебно је сметала Лутеру. Он 31. октобра 1517. године објављује својих 95 теза на цркви замка у Витенбергу и позива папског легата који је продавао индулгенције на јавну расправу. Против индулгенција пише „Спор о моћи и корисности индулгенција“. Тражи да папа из љубави ослободи вернике чистилишта, а не за злато. Лутерове тезе наилазе на бројне присталице широм Немачке. Нуспех дискусија са кардиналом Кајетаном и Јоханом Еком долази до директног сукоба са папом Лавом X. Лутер се ставља под заштиту саксонског кнеза Фридриха Мудрог. Јуна 1520. године папа Лав осуђује Лутерове списе и позива га да се одрекне свог учења. Лутер одбија и јавно спаљује папску булу. Тиме је расцеп са Ватиканом потпун. Лутер захтева да се уклони папство које је противно Христовом учењу. Пише дело „Вавилонско ропство цркве“ и упућује га свештенству. Одбацује седа, сакрамената и предлаже три (крштење, покајање и причешће). Лутер почетком следеће године бива екскомунициран. Прихвата позив цара Карла V и појављује се на сабору у Ромсу где брани своје учење. Сабор маја 1521. године доноси одлуку по коме је Лутер осуђен за увреду папе, позива на побуну и одбацивање сакрамената. Налази уточиште код саксонског кнеза где, након дубоке кризе, преводи Библију на немачки језик. Двадесетих година 16. века изборни кнежеви Саксоније и Хесена, као и велики мајстор тевтонског реда, прихватају протестантизам.
Међу најзначајнијим следбеницима Лутера је Тома Минцер, идеолог радикализма. Он одбацује и Свето писмо. Крштење по његовом схватању представља део процеса који изабране доводи у додир са Светим Духом. Изабрани су сиромашни и духовно необразовани. Њихова је дужност да остваре „потпуну реформацију“. Минцер осуђује Лутера као лажног пророка и позива 1524. године саксонске кнезове да предводе изабране. Радикали се разилазе са Лутером.

### Немачки сељачки рат
Сељаци прихватају Лутерово учење. Резултат је избијање Немачког сељачког рата (1524) који почиње у југозападној Немачкој, у близини швајцарских градова где је реформација најјача. На северу су економски разлози за избијање побуне. Минцер очекује да устанак донесе друштвену једнакост. Племство и кнежеви одбијају захтеве сељака. Сељаци, иако многобројни (око 500.000), нису организовани и немају дугорочне циљеве. Маја и јуна 1525. године њихове снаге су у расулу, после чега незамислив покољ и одмазда. Заузеће Вирцбурга завршава се погубљењем 64 лица, а након бискуповог обиласка, још 272 сељака су убијена. Држање Лутера према устаницима, који од њега очекују подршку, је непријатељско, јер он проповеда потчињавање политичкој власти. Априла 1525. године Лутер осуђује устанике. Маја 1525. године пише памфлет „Против мучких и лоповских банди сељака“ и позива на убијање устаника без милости.
Један од центара верског радикализма је Минстер на северу Немачке, у коме се развија анабаптизам. Анабаптисти сматрају да крштење на рођењу не вреди, да само одрастао човек може бити ваљано крштен. Цирих постаје центар анабаптизма, а Минцер га одбацује. Већ 1524. године Минстер је под контролом досељеника из Холандије који укидају верску слободу и стварају „свету заједницу“. Теократија предводи социјалну револуцију, укида приватну својину, брани употребу новца, а живот у Минстеру одвија се у складу са Старим заветом. Град се дуго супротставља кнежевима.
Гушење Сељачког устанка (1525) важан је догађај у Лутеровом животу. Он раскида са екстремистима и Ротердамским и до краја живота посматра ширење протестантизма. Борбе се заоштравају. Вормски едикт потврђује се 1529. године у Шпајеру, а протест кнежева остаје без одговора па Карло V сазива сабор у Аугзбургу 1530. године. Саставља се списак јеретичких учења на шта протестанти одговарају састављањем Аугсбуршке конфесије. Примат државе је признат, а прихвата га и Лутер. Протестантски кнежеви 1531. године стварају Шмалкландску лигу са циљем одбране вере. Карло лиги објављује рат 1546. године, а наредне године односи победу у Шмалкландском рату. Протестантизам ипак задржава ранију снагу. Карло је 1555. године сазвао сабор у Аугзбургу на коме је успостављен верски мир у Царству. Утврђено је начело: Cuius region, eius religio (Чија је власт, његова је и вера). После смрти Лутера и Калвина, не рађају се велики мислиоци нити се привлаче нови следбеници. Језуити средином 16. века отварају нове школе широм Царства. Контролишу универзитете у Келну, Бечу и Минхену. Протестанти се протерују из Штајерске.

## Свето римско царство у 16. веку
Свето римско царство представља скуп 2000 царских витезова и њихових поседа, десетак црквених кнежевина, осамдесетак слободних царских градова и више независних кнежевина. Избор Хабзбурговаца за цареве обавезан је од 1438. године. Максимилијан I ступа на престо 1493. године и влада до 1519. године. Он шири територије Царства, али не ратовима већ браковима. Карло V је наследио свога деду 1519. године. Карлово велико царство настало је уједињењем његове две династије: наследио је Кастиљу и Арагон од мајке, а Аустрију и Бургундију од оца. Карло је био син Филипа Лепог Бургундијског и Јоване Луде Кастиљске. Царство је обухватало Аустрију, јужну Немачку, Низоземску, Франш Конте, Шпанију са њеним поседима у Средоземљу и Новом свету. Карло је свога брата Фердинанда именовао савладаром и намесником у хабзбуршким земљама у Немачкој и Аустрији, а након пораза Лајоша II код Мохача 1526. године наследио је круну и земље овог угарског краља, свога рођака. Савременици су на Карла гледали као на вођу хришћанског света у борби против ислама и протестаната. Кастиља није водила рачуна о Карловој царској титули, а шпанско племство је сматрало да Карло њоме мора владати посебно. У Немачкој су постојале бројне разлике између држава. Кастиља је, са друге стране, била јединствена држава са приходима из колонија што је Карла чинило независним од кортеса. У Арагону је моћ кортеса била већа, те је Карлова власт зависила од њих. У Низоземској су градови и племство имали снажан утицај. Суочен са неуспехом да уведе верски мир у Царству, Карло је одлучио да 1555. године абдицира. Сину Филипу предаје власт над Низоземском, касније над Италијом, Шпанијом и Америком. Фердинанд задржава Аустрију, Чешку и Угарску. Изборни кнежеви одбацују могућност да Филип постаје цар и на то место постављају Максимилијана, Фердинандовог сина. Универзално царство Карла постаје под Филипом шпанско царство у коме Кастиља има одлучујућу улогу.

## Тридесетогодишњи рат
Тридесетогодишњи рат (1618—1648) последица је економских, друштвених, верских, политичких и филозофских сукоба. Није се радило о једном рату већ о низу узајамно повезаних и повремених ратова који су трајали више од тридесет година; Француска и Шпанија настављају ратовање до 1659, а остале државе прекидају ратне операције пре 1648. године. Главни противници нису немачке државе, мада се рат води на њиховој територији. На територији Немалког царства сукобљавају се шпанска, данска, шведска и француска војска. Последице Тридесетогодишњег рата имају европски значај. Првобитни узрок рата био је сукоб између католика и протестаната, а касније се ратује из разлога спољне политике. Не постоји јединство циљева ратних савезница што доводи до честих промена страна у рату.
Узрок избијања Тридесетогодишњег рата јесте дефенестрација у Прагу маја 1618. године. Маса Чеха продире у Храдчане (четврт Прага) и избацује царске службенике кроз прозор што је почетак побуне у Чешкој. Циљ побуњеника је одбацивање хабзбуршке власти, односно очување старих чешких привилегија и уклањање језуита. Максимилијанове и Фердинандове трупе наносе Чесима пораз у бици на Белој Гори (1620). Фридрих губи чешку круну и своје земље у Немачкој. Вође побуне кажњене су смрћу, протестанти су протерани, а непријатељске трупе пљачкају Праг. Језуити се уводе у све видове живота, а црква добија велике поседе. Тријумф противреформације је потпун. Рат се, међутим, тиме не завршава због појаве приватних војски. Једна од првих војски је она Ернеста фон Мансфелда, а једна од најмоћнијих је војска Албрехта Валенштајна. Валенштајн је један од најспособнијих војсковођа свог времена. Са протестантизма је прешао у католицизам. Одан је Царству и ради на учвршћењу царске власти.
Након потпуне победе католицизма у Чешкој, ратиште се преноси у северну Немачку. Предводник протестаната сада је дански краљ Кристијан IV (1588—1648) који је 1625. године оспорио Фердинандова права у Немачкој. Као војвода Холштајна, Кристијан улази у рат како би заштитио протестанте у северној Немачкој. Очекује помоћ Енглеске, Француске, Низоземске и Шведске. Стварне помоћи нема. Енглези шаљу мањи одред најамника, Низоземска новац, а Шведска одбија да помогне. Цар је за надокнаду за ратовање против Кристијана Валенштајну предао Мекленбург. Заједно са Тилијем, Валенштајн наноси Кристијану тежак пораз код Лутера 1626. године. Наредне године данске снаге потпуно су поражене. Валенштајнова војска 1629. године упада у Данску због чега је Кристијан приморан на склапање мира у Либеку којим се обавезује да се не меша у послове Немачке.
Нови учесник Тридесетогодишњег рата јесте Шведска којом влада Густав Адолф (1611—1632), истакнути ратник, протестант и највећи шведски владар. Због Валенштајновог присуства у северној Немачкој, Адолф узима титулу адмирала Северног и Балтичког мора, завршава рат са Данском и осваја читаву руску и пољску обалу Балтика. Жели да Шведска постане прва балтичка сила, а он буде заштитник немачког протестантизма. Јуна 1630. године шведска армија од 40.000 људи (уз нешто шкотских најамника) искрцава се у Померанији, заузима Шћећин и долину Одре, преговара са Бранденбургом и Саксонијом и привлачи Магдебург на своју страну. Кнез Саксоније, Јохан Георг, приморан је да склопи споразум са шведским краљем. Септембра 1631. године шведска војска наноси Тилију тежак пораз код Брајтенфелда код Лајпцига. Шведска армија налази се у срцу католичке Европе. У пролеће 1632. године Адолф заузима Нирнберг и Минхен, одакле намерава да нападне Беч. Фердинанд позива у помоћ Валенштајна који се супротставља Швеђанима у Саксонији. Швеђани односе победу у бици код Лицкена, али је Густав Адолф погинуошто представља велики губитак за протестантизам. Валенштајн гине 1634. године. Рат у Немачкој је на мртвој тачки. Ниједна страна није у стању да победи. Нестају главни учесници рата. Мансфелд гине, а Тили је рањен. После пораза Швеђана, Ришеље шаље у Немачку велику војску и новац и потписује уговоре са Шведском, Низоземском, Швајцарцима, Савојом, са циљем заустављања ширења шпанског утицаја и отклањања претње Хабзбурговаца Француској. Тридесетогодишњи рат се претвара су сукоб Хабзбурговаца и Бурбона. Верска питања губе значај, а рат се и даље води на немачкој територији. Са Шведском је Француска потписала уговор у Хамбургу. Француске снаге наносе Шпанцима тежак пораз код Рокроа 1643. године, а истовремено се воде и ратне операције у долини Рајне из којих француска војска такође излази као победница. Шпански положај у Низоземској је критичан, а избијају побуне у Каталонији и Португалији. Ришеље одбацује тајне понуде Оливареса за мир. Швеђани продиру до Прага и угрожавају Аустрију. Нови цар је Фридрих III (1637—1657) који 1640. године сазива сабор у Регенсбургу. Фридрих Вилхелм, изборни кнез Бранденбурга, склапа савез са Шведском чиме наноси тежак ударац Царству. Оно више нема снаге да води рат. Порази царских армија код Фрајбурга (1644) и Нордлингена (1645) још више погоршавају ситуацију, а продор Француза и Швеђана ка Бечу присиљава Фердинанда да тражи мир.

### Вестфалски мир
Преговори (1639—1641) доводе до склапања прелиминарног мира који предвиђа сазивање две мировне конференције. У Минстеру је Фердинанд требало да преговара са Француском и њеним савезницама, а у Оснабрику са Шведском. Мировни конгрес почиње са радом 1644. године. После дуготрајних преговора, стране потписују Вестфалски мировни споразум. Француска осигурава власт над Мецом, Тулом, Верденом и контролу над Алзасом. Максимилијан Баварски добија делове Палатината чији је већи део предат Фридриховом сину, Карлу Луису. Вестфалским миром постављена су начела која ће бити на снази у наредним вековима. Истиче се начело суверенитета држава на рачун универзалног Царства, односно потврђује се разједињеност Царства. Три стотине немачких држава добијају суверенитет. Све државе равноправно учествују у раду Рајхстага. Цар је церемонијални владар скупине независних држава. Потврђена су начела Аугзбуршког мира; признати су калвинисти и остали протестанти, као и њихове тековине од 1624. године. Царство је уклоњено из међународне политике, а Француска и Шведска су европске силе и гаранти мира.

## Успон Пруске
Почетком 17. века Пруска се уздиже у ред највећих европских сила. Зачетник њене моћи је „Велики изборник“ Фридрих Вилхелм (1640—1688) који води агресивну и антифранцуску политику. Он ствара изузетно снажну армију. Фридрихов син, Фридрих III (1688—1713) наставља политику свога оца, подржава Леополда у борби за шпанско наслеђе и као награду добија очекивану титулу краља. Од 1701. године влада као Фридрих I. У Рату за шпанско наслеђе Фридрих је на страни Аустрије, Енглеске и Низоземске. Утрехтским миром добио је потврду краљевске титуле и Нојшател и шпански Гелдерланд; Пруска престаје да буде члан Немачког савеза. Владавина Фридриха Вилхелма I (1713—1740) период је стагнације Пруске. Он је невешт у политици и одан Хабзбурзима. Пруска добија право да окупира шведски Шћећин и Померанију. Склапа уговор са Енглеском (1719), али га крши 1726. године потписујући уговор са Карлом VI од кога је добио провинције Јилих и Берг. Припајање ових провинција давнашњи је циљ Хоенцолерна, а за узврат краљ је прихватио Прагматичну санкцију. Односи са Аустријом погоршавају се 1736. године када је Карло одбио пруске захтеве за Бергом. Пред смрт, Фридрих Вилхелм закључује уговор са Француском (1739). Своме наследнику, Фридриху Вилхелму II (1740—1788) оставио је снажну армију, развијену администрацију и велика финансијска средства. Фридрих Вилхелм уздигао је Пруску у ред европских сила. У младости се сукобљавао са оцем који је тежио да од њега направи војника. Фридрих Вилхелм II је био филозоф кога су Волтер и његови савременици приказивали као отеловљење идеала модерног краља филозофа. Фридрих Вилхелм I и Карло VI умиру 1740. године. Карла је наследила млада ћерка Марија Терезија (1740—1780). Фридрихова настојања да освоји богату Шлезију изазваће дуготрајан сукоб који се водио на три континената. Рат за аустријско наслеђе (1740—1748) почетак је борби Хоенцолерна и Хабзбурговаца за доминацију у Немачкој.

### Рат за аустријско наслеђе
Децембра 1740. године Фридрихове трупе упадају у Шлезију која је прекидала везе између Саксоније и Пољске. Марија Терезија сукобљава се са немачким, чешким и угарским племством; Аустрија је разједињена, помоћ Русије занемарљива. Фридрих је био спреман на поделу Шлезије, али Беч одбија. Прва битка вођена је код Молвица и завршила се пруском победом, након чега Француска улази у рат на страни Пруске. Ствара се шпанско-баварска коалиција која подржава долазак француског кандидата Карла Алберта Баварског на царски престо. Француско-пруске трупе упадају 1741. године у Чешку, али је војска Марије Терезије успела да их протера. Карло Алберт 1742. године постаје немачки цар. Уговорм у Бреслави Пруска је задржала читаву Шлезију. Операције се настављају 1743. године када енглеско-хановерска војска наноси Французима пораз код Детингена, а Аустријанци упадају у Баварску и Алзас. Пруски посед Шлезвига долази у питање што је навело Фридриха да 1744. године предузме „други рат“ за Шлезију. Терезија склапа савез са Енглеском, Низоземском и Саксонијом. Карло Алберт умире, а његов наследник Максимилијан тражи преговоре. Маја 1745. године Фридрих је нанео пораз Аустријанцима код Хохенфридберга чиме је завршен Други шлески рат победом Пруске. Друге земље настављају рат до 1748. године када је закључен Ахенски мир (октобар) Пруска у томе не учествује, а мир представља фактички само примирје до избијања Седмогодишњег рата.
Брзе промене у равнотежи снага наступају након Рата за аустријско наслеђе. Ахенски мир показао је сву слабост руске војске и јачину пруске. Аустријски канцелар Кауниц један је од најспособнијих дипломата свога времена. Аустрија мења спољну политику и приближава се Француској. Фридрих II се приближава Енглеској, иако Џорџ II страхује за своје хановерске поседе. Односи Енглеске и Француске заоштравају се око поседа у Северној Америци, што кулминира 1756. године када долази до дипломатске револуције. Пруска и Енглеска потписују Вестминстерски споразум којим искључују Немачку из англо-француских сукоба и поништавају енглеско-руски споразум из 1755. године. На то, Француска и Аустрија закључују одбрамбени савез; Аустрија се обавезала да се не уплиће у англо-француски сукоб, а Француска да не напада аустријске низоземске поседе. Овом тзв. Версајском савезу прилази и Русија у замену за новчану супсидију. Последице другог Версајског споразума из 1757. године су далекосежније. Француска улази у рат против Пруске ради одбране Аустрије. Споразумом се одриче савезништва са Турском, Пољске и Шведске. Споразум је велика грешка Луја XV. Француска је увучена у рат за Шлезију без неке потребе, а њен пораз у Седмогодишњем рату означио је крај француске превласти у европској политици. У подели Пољске она је само посматрач. Последице револуције су разноврсне. Италија више није центар сукоба Француске и Аустрије. Расту снага, утицај и моћ Аустрије, Русије и Пруске. Пољска и Турска постају центри пажње.

### Седмогодишњи рат
Избија Седмогодишњи рат (1756—1763) Фридриховим упадом у Саксонију. Његове трупе заузимају Дрезден и поражавају аустријску војску код Лобосица. Ово је превентивни рат који је Фридрих предузео да спречи савезничку поделу Пруске. Фридрихови непријатељи су надмоћни (Француска, Аустрија, Русија, Шпанија), али му помоћ Енглеске омогућава да се одржи. После пораза код Колина (јун 1757) Фридрих се повлачи из Чешке, а француске трупе заузимају Хановер. Руси упадају у источну Пруску, а аустријска војска заузима Берлин. Швеђани упадају у Померанију, а Французи у рајнске провинције. Међутим, крајем 1757. године Фридрих наноси тешке поразе Саксонцима и Аустријанцима у биткама код Розбаха и Лутена, а његове трупе враћају се у Шлезију и Чешку. На лето 1758. године, у једној од најкрвавијих битака рата, пруска војска наноси пораз Русима код Цорндорфа. Пруска војска поражена је исте године од Аустријанаца код Хохкирха. Постаје јасно да Пруска више није способна за рат. Њена армија од 100.000 људи двоструко је слабија од савезничке. У бици код Кунерсдорфа Пруси губе 25.000 војника. Фридрих је обесхрабрен. Ипак, односи две велике победе 1760. године. Руси спаљују Берлин. У Енглеској, Џорџ III уклања Пита са власти, те помоћ Енглеске постепено престаје. Јануара 1762. године умире царица Катарина. Њен наследник, Петар III, велики је обожаватељ Фридриха. Наређује прекид операција. Русија и Пруска потписују мир у Петрограду, а истог месеца Пруска закључује и мир са Шведском. Аустрија остаје изолована те прекида рат одричући се Шлезије. Истовремено, Енглеска и Француска миром у Паризу окончавају свој рат у колонијама. Фридрих после потписивања споразума жели мир. Посвећује се законодавном раду.

### Рат за баварско наслеђе
Сукоб око Баварске крајем 1770-их година познатији је као Рат за баварско наслеђе. Почетком 1777. године умро је изборник Максимилијан Јозеф, а његов наследник није имао деце. Он је због тога признао право Хабзбурга на трећину баварских територија уз новчану надокнаду. Отпор се јавља међу бројним немачким државама, међу којима је предњачила Саксонија. Русија и Француска не подржавају претензије Беча. Фридрих не жели рат, па предлаже деобу Баварске између изборника Палатината и Саксоније. Кауниц и Јосип одбијају предлог што је изазвало рат (лето 1778. година). Саксонија стаје на страну Пруске. Већих операција није било. Војска више трпи од зараза. Мировни уговор потписан је у Тешену 1779. године. Аустрија је добила мали део Баварске, а изборник Саксоније новчану надокнаду. Фридрих је сматрао мир својим успехом.

## Француска револуција и Наполеонови ратови

### Револуционарни ратови
Револуционарна збивања у Француској су већ 1789. године утицала на буђење народа у читавој Европи. Потресала су апсолутистичке европске монархије. Европљани у многим земљама укључују се у политичке борбе, посећују клубове и пропагирају идеју револуције. Швајцарске и женевске избеглице формирале су 1790. године Хелветски клуб. У прихватању револуционарних идеја највише се истичу Енглеска и Немачка. Покрет осваја и сељаке и буржоазију. У Енглеској се 1790. године формира Уставно удружење. Аристократија ових држава заузима, наравно, контрареволуционарно држање. Подстичу их и емигранти из Француске. На њиховој страни је и папа Пије VI, а потајно и Луј XVI. Руска царица Катарина II и шведски краљ Густав III били су спремни за борбу против револуционара. Пристају и пруски краљ Фридрих Вилхелм II и сардинијски краљ Виктор-Амадео III. Леополд II и енглеска влада били су задовољни тиме што је власт француског краља ослабила. Алзас, до тада немачка територија, такође је изгласао припајање Француској. Скупштина је прихватила да анектира Авињон и Алзас. Тиме је уздрмана дипломатија старог поретка. До објаве рата дошло је после смрти цара Леополда II (1. март 1792) кога је наследио ратоборни Франц II (1792—1836). Тиме избија рат који не престаје до 1815. године. Верден је капитулирао 2. септембра. Непријатељска војска свуда се сукобљава са Французима чији је главни заповедник Димурје. Он се повлачи ка југу под притиском Пруса те пут ка Паризу остаје слободан. Прусима се 19. септембра испречио генерал Келерман са бројнијом војском (50/34 хиљада војника). Битка је вођена код Валмија. Брауншвајг је намеравао да опколи непријатеља, али је пруски краљ захтевао директан напад. Пруски краљ се надао да ће Келермана натерати у бекство. Међутим, машући шеширом на врху мача уз повике „Живела нација“, Келерман је предводио Французе који се нису ни помакли. Пруска пешадија је заустављена. Брауншвајг није смео наредити напад. Пруска армија не трпи губитке. Валми не представља стратешку већ моралну победу. Натпис на месту битке каже: „На данашњи дан и на овом месту почиње нова ера у светској историји“. Пруска војска се повлачи због несташице хране и епидемија. Верден је убрз ослобођен. На дан битке код Валмија, 20. септембра 1792. године, Законодавну скупштину је заменио Национални Конвент.
Армија Републике након победе код Валмија избија на Алпе и Рајну. Ослобађају се Савоја и Ница, али и Шпејер, Вормс, Мајнц и Франкфурт на Рајни. Европа је на ове нападе одговорила формирањем заједничке коалиције. Изузев Швајцарске и скандинавских држава, Француска је била у рату са целом Европом. Творац коалиције је Енглеска која је запечатила савез низом уговора (март-септембар 1793). Након револуције од 31. маја до 2. јуна 1793. године, власт у Француској успоставили су јакобинци на челу са Максимилијаном Робеспјером. Отпочео је двогодишњи период Јакобинске диктатуре. Пруси на Рајни, под вођством Брауншвајга, заузимају Мајнц. На Алпима је Келерманова армија потиснута од стране Пијемонтеза, а Шпанци на Пиринејима прелазе у офанзиву. У пролеће 1794. године, захваљујући регрутацији које су спровели јакобинци, француска војска има више од милион људи који су распоређени у 12 армија. Одлука о регрутовању 300.000 војника спроведена је током зиме 1793/4. године. Они постижу успехе на свим фронтовима. Термидорска реакција довела је до пада јакобинаца и успостављања власти Директоријума.
Јануара 1795. године проглашена је Батавијска република. Каталонија је заузета на јесен исте године захваљујући успесима француске пиринејске војске. Војска на Алпима је у дефанзиви. Прва коалиција се распада због међусобних сукоба. Пруска тражи конпензацију на Истоку и са Русијом завршава другу поделу Пољске (1793). Следеће године Тадеуш Кошћушко диже устанак у Пољској. Пруси опседају, али не успевају да освоје Варшаву до доласка генерала Суворова. Уследила је трећа подела Пољске. За рат против устаника Пруси повлаче армије са запада. Фридрих Вилхелм II послао је представнике у Швајцарску да преговарају са Француском. Базелским уговором утаначен је мир. Француске снаге напуштају територије са десне стране Рајне, али настављају са окупацијом оних са леве стране до коначног мира. Државним ударом од 18. бримера, Наполеон преузима власт од Директоријума успостављајући Француски конзулат (1799).

### Распад Светог римског царства
Након мира у Линевилу (1801), Француској су припале све територије на левој обали Рајне. Преко проблема о обештећењу немачких кнежева, Наполеон се меша у немачке послове. Сабор Царства је 1803. године усвојио Завршну резолуцију којом је Царство реорганизовано. Највећу корист од реорганизације имале су Наполеонове савезнице, Баден, Баварска и Виртемберг. Оне добијају простране територије. Три духовне кнежевине, упориште Хабзбурговаца у Немачкој, уништене су и раздељене. Утицај је задржао само архиепископ Мајнца, Далберг. Реорганизацијом из 1803. године преполовљен је број немачких државица. Тиме је практично Свето римско царство престало да постоји. Француски цар има много већи утицај од светоримског. Царство је и формално укинуто 1806. године. Франц је од тада носио скромну титулу аустријског цара. Наполеон од земаља Западне Немачке формира Рајнску конфедерацију (16 држава), а након Тилзитског мира Краљевину Вестфалију и Велико Варшавско војводство.
Наполеон Бонапарта је 1806. године окончао постојање Светог римског царства. За то се отворила могућност након његове победе у бици код Аустерлица и распада Треће коалиције. Аустрија нуди преговоре о миру. Мир је закључен 27. децембра у Пожуну (Братислави) и њиме се Аустријанци одричу свих територија у Италији и на јадранској обали. Венеција, Истра и Далмација падају у руке Француза и ове територије су 1806. године прикључене Краљевини Италији. Дотадашње аустријске територије у Немачкој раздељене су француским савезницама Баварској, Виртембергу и Бадену. Наполеон је 1806. године заузео и Напуљ и за краља поставио свог старијег брата Жозефа. Бурбони беже на Сицилију. Пожунски мир учврстио је Наполеонову доминацију над Италијом и довео је Французе на Балкан. Наполеон се посветио приликама у Немачкој. Године 1806. основао је Велико војводство Берг са центром у Дрездену. Јула исте године прогласио је стварање Рајнске конфедерације коју су чиниле Баварска, Виртемберг, Баден, Берг и још дванаест мањих државица. Наполеон је за себе узео титулу протектора Конфедерације. Заједнички парламент Конфедерације налазио се у Франкфурту на Мајни.

### Немачка у коалицијама против Наполеона
Фридрих Вилхелм II је пришао Енглезима те је тако створена четврта коалиција (Британија, Пруска, Русија и Шведска). Пруска војска бројала је 200.000 војника. Наполеон је на новог противника упутио две армије: под маршалом Нејом (са ким је био и Наполеон) и Давуом. Дана 14. октобра вођене су две велике битке: код Јене и Ауерштата. Пруси су разбијени у обе битке. Изгубили су много војника и оружја. Наполеон је 27. октобра ушао у Берлин. Пруси су очекивали помоћ од Руса. Руска офанзива на пролеће 1807. године заустављена је у још једној крвавој бици, код Фридленда 14. јуна. Обе стране су због великих губитака били спремни на преговоре. Они су резултирали склапањем Тилзитског мира на лето 1807. године. Тилзитски мир у ствари представља два мировна споразума, са Русијом и Пруском. Пруској је одузет велики део територија са половином становништва (5 од 10 милиона). Она губи све територије лево од реке Елбе и све територије добијене у поделама Пољске. Од пољских територија Наполеон је формирао Велико Варшавско Војводство које је дао саксонском краљу на управу. Од територија западно од Елбе формирао је Краљевину Вестфалију где је за краља поставио свог млађег брата Жерома.
Почетком 1809. године избија устанак у Тиролу. Тамо је велико незадовољство изазвало узимање младића у француску војску. Од 1805. године Тирол је у саставу Баварске. Аустрија је истовремено објавила рат Француској. Закаснила је две недеље јер је Наполеон управо завршио ратовање у Шпанији. Пруска је одбила да се придружи Аустријанцима. Наполеон је на Немачку кренуо са 300.000 војника. Тако је нова, пета коалиција из 1809. године, била сведена на Аустрију и Велику Британију.
Током Наполеонових ратова ствара се национална свест Немаца. Пруска и Аустрија се до Наполеоновог похода на Русију држе покорно према Наполеону поштујући одредбе Тилзитског и Шенбрунског мира. Чак 1812. године шаљу две помоћне трупе за напад на Русију. Након пропасти руског похода оне мењају страну и прилазе шестој коалицији. Распада се и Рајнски савез. Баден, Наполеонов најзначајнији немачки савезник, такође прилази коалицији. Коначан пад Наполеона уследио је након битке код Ватерлоа 1815. године.

### Бечки конгрес
Пруска је призната за велику силу на Бечком конгресу. Био је то највећи међународни дипломатски скуп у дотадашњој историји и што је остао све до 1918. године. Пруска је била најмање утицајан члан од великих сила. Број немачких држава је са 350 смањен на 38 (34 државе, 4 слободна града). Најмоћнија од њих била је Краљевина Пруска. Заједно са Аустријом, ове државе чиниле су лабав савез Бунд (Немачки савез) којим је замењено уништено Свето римско царство. Једина заједничка институција Буда била је заједничка Скупштина (Бундестаг) састављена од делегата шест најмоћнијих немачких држава. Доминантна у Бундестагу била је Аустрија.

## Немачке земље до 1848. године
На Бечком конгресу створена је Немачка конфедерација коју је чинило 39 чланица: 34 државе, 4 слободна града и немачки делови Аустрије. На овом простору живело је око 33 милиона становника, док је 9 милиона живело у Аустрији. Економске и друштвене кризе, политички сукоби и прогони довеле су до масовних емиграција Немаца у прекоморске земље. Најмасовнија емиграција је од 1815. до 1820. године. У привредном погледу, Немачка је аграрна земља. Великих градова скоро да нема. У Пруској једини велики град је Берлин са око 250.000 становника 1837. године. Градови углавном не прелазе 2000 становника. У овом периоду долази до убрзане индустријализације. Најразвијенија је била Рајнска област где су грађени савремени путеви, отварани рудници, основана прва фабрика машина (1820) која представља зачетак будуће тешке индустрије у Немачкој. Ипак, развој немачке индустрије у првој половини 19. века је спор.
После 1815. најзначајније политичко питање у немачким државама је уставно питање. Чланом 15. Акта о стварању Немачког савеза остављена је могућност немачким владарима да донесу устав у својој земљи. Први устав доноси Баварска, односно краљ Макс-Јозеф I 1818. године (према моделу „Повеље“ у Француској). Након Баварске, устав је донео и Баден. Севернонемачке државе не доносе уставе. Тамо је задржан апсолутистички режим.
Још у периоду Наполеонових ратова ствара се идеја о немачкој нацији и идеја о политичком и националном уједињењу Немачке. Носилац ових идеја после 1815. године је млада немачка буржоазија која захтева укидање апсолутизма, правну једнакост свих грађана, слободу савести, речи и штампе. Услед ових идеја настају студентска политичка удружења позната као буршеншафти. Најистакнутије место припада буршенштафту у Јени кога је 1815. године основало седморо студената, бивших добровољаца у рату против Наполеона. Буршенштафти су врхунац достигли 1818. године. Окупљају се представници 14 буршеншафта у замку Вартбург у Саксонији и усвајају „Принципе и Декларацију од 18. октобра“ којима траже слободу и национално јединство. Јункери (племство источне Немачке), пруски двор, бирократија и војска непријатељски су настројени према буршеншафтима. На састанку Свете алијансе у Ахену 1818. године одлучили су се на озбиљнији отпор. Буршеншафти су баш тада учинили неколико иступа који су изиритирали немачке владаре. Студент теологије, Карл Лудвиг Занд, убиће 1819. године режимског писца Коцебуа. Репресалије су биле сурове. Метерних је предложио пруском краљу састанак на коме ће се организовати заједничка немачка акција против ултралиберализма. Он је одржан у Теплицу 1819. године. На бази састанка Метерниха и пруског краља, сазван је у Карлсбаду августа исте године састанак свих немачких владара на којој су донете одлуке против либерала. Буршеншафти се забрањују, професори се стављају под контролу и сл. Карлсбадске одлуке највећи су тријумф Метерниха и Аустрије. Формирана је Централна истражна комисија са седиштем у Мајнцу преко које је Аустрија лично утицала на унутрашња питања у немачким државама. Утицај Аустрије у Немачкој конфедерацији расте, док утицај Пруске опада. Уставни преображај Пруске је онемогућен. Пруски краљ Фридрих Вилхелм III распустио је уставну комисију.
Након Јулске револуције избијају немири у немачким државама, али они остају у оквирима тих држава. У Брауншвајгу и Саксонији дошло је до смена на престолу. Остали немачки владари дали су својим државама нове конституције и друге законе од којих је најпрогресивнији био Устав Хесен-Касела из 1831. године. У Бадену, велики војвода Леополд мора да попушта те је повећана слобода штампе. У Баварској је укинута цензура, а 1832. године одржан је скуп у Ханбаху поводом годишњице баварског Устава. Скуп је имао револуционаран карактер. Вијориле су се заставе буршеншафта и пољских револуционара и носиле су се кокарде Француске револуције на шеширима. Скуп у Ханбаху био је знак за поновну мобилизацију читаве немачке реакције. Репресалије су појачане у целој Немачкој. Цензура је пооштрена, а 1800 људи је проглашено велеиздајницима.

### Царински савез
Царински савез настао је као резултат напора Пруске и осталих немачких држава да се изборе са навалом јевтине енглеске индустријске робе која је претила да потпуно уништу немачку мануфактуру. Овај проблем могао је бити решен увођењем високих царина. Међутим, економиста Масен је сматрао да би тиме дошло до процвата кријумчарења. Због тога се одлучило да се поступа другачије; уведене су умерене царине које су дестимулисале контрабанду (законима од 1816-1818). Укинуто је 67 царинских система који су постојали до тада на територији Пруске и цело њено подручје претворено је у јединствено тржиште. То је унапредило трговину и промет у Пруској, допринело изградњи путева, али ће се показати недовољним. После 1825. године царински систем Пруске шири се и на друге државе. Први уговор о царинском савезу Пруска је закључила са државицом Шварцбург-Зондерхаузен, више ради пробе него из користи (1819). Две државе уклониле су међусобне царине и увеле јединствене царине према трећим државама, а царински систем деле пропорционално према броју становника. Убрзо је царинском савезу приступила и државица Шварцбург-Рудолфштат. То је изазвало отпор неких немачких држава, пре свега Хесен-Касела, те се царински систем не шири до 1825. године, односно до доласка Фридриха фон Моца за пруског министра финансија. Остале државе реагују на пруско стварање царинског савеза. Године 1828. Баварска и Виртемберг склапају уговор о обједињењу царина. Аустрија склапа трећи савез – Средњонемачки трговачки савез, уперен против Пруске. Моц је ступио у преговоре са Баварско-Виртембершким савезом који су завршени успешно; 1829. године између два савеза закључен је трговински уговор. Пруска влада је потом предузела кораке ка разбијању Средњонемачког савеза придобијањем њених чланица да пређу у пруски царински савез. Најљући пруски противник, Хесен-Касел, капитулирао је 1831. године и приступио царинској унији са Пруском. Саксонија прилази 1833. године. На новогодишњу ноћ 1833/4. године склопљен је споразум између пруске царинске уније и Средњонемачког савеза те је 1834. године створен Немачки царински савез. Он представља неку врсту економске федерације. Иако је у почетку створен ради сузбијања енглеске индустријске робе, касније је постао средство за сузбијање политичке моћи Аустрије у немачким државама.

### Нове идеје
Почетком 1840-их година почиње нова фаза борби за уједињење Немачке чиме доприносе спољнополитичке околности и заоштравање унутрашњих друштвених и политичких супротности у самој Немачкој. Спољнополитички притисци дошли су из Француске, од владе Адолфа Тјера. Тјер је поставио нове спољнополитичке циљеве Француске; ширење у Рајнској области. Мада је Луј-Филип због тога сменио Тјера Гизоом, у Немачкој је већ изазван талас патриотског расположења. У то време излази дело Фридриха Листа, „Национални систем политичке економије“ из 1841. године у коме је Лист израдио план будуће јединствене немачке државе. Године 1840. на пруски престо дошао је Фридрих Вилхелм IV који је важио за образованог, културног и уметнички обдареног човека. Међутим, показао се неспособним и неодлучним да спроведе реформе. Опозиција нагло расте. Настају радикалне политичке групе, од којих је најзначајнија организација „Савез прогнаних“ основан 1833. године у Паризу (у емиграцији). Он 1836. године мења назив у „Савез праведних“. До појаве Маркса и Енгелса, најзначајнији идеолог екстремне левице био је Вилхелм Вајтлинг, ученик француских социјалиста-утописта. Залагао се за револуцију кроз коју би се Немачка претворила у комунистичку државу.

## Револуција 1848. године у Немачкој
Париска револуција од 24. фебруара 1848. године и успостављање Друге француске републике представља велики подстрек за револуције у осталим деловима Европе. У немачким земљама, револуција отпочиње у Бадену који је, мада је био у суседству Францсуке, био мање захваћен преображајима од остатка немачких држава. Сељаци су и даље плаћали феудалне немете. Сељаци, на вест о париском устанку, подижу устанак, нападају замкове и пале зграде. Устанак се шири. Баденска влада је 2. марта 1848. године укинула феудална права. У Минхену је извршен преврат. Краљ Лудвиг је абдицирао у корист сина Максимилијана. До манифестација је дошло и у Франкфурту где је Сенат извршио одређене реформе. Либералне партије одлучиле су да се крајем месеца окупе у Франкфурту где би организовали федералну државу на чијем челу би могао бити пруски краљ. Немири су, у ствари, и отпочели у Пруској, односно у Рајнској области где су Маркс и Енгелс основали „Савез комуниста“ у Келну. У Берлину је пруски краљ пристао на неке уступке како би ублажио немире (слобода штампе, застава и грб немачке).
Немири захватају и Беч. Метерних одбија да попусти. Ничу барикаде, пљачкају се продавнице. Царска породица приморала је Метерниха да поднесе оставку. На вест о Метерниховом паду ничу барикаде и у Берлину. Краљ укида цензуру и сазива Уједињени Ландтаг, одаје почаст жртвама револуције и „стаје на чело либералног и националног покрета“.
Уједињени Ландтаг који се 2. априла састао у Берлину прогласио је опште право гласа. Краљ је, међутим, 31. марта позвао у Берлин војску те је буржоазија постала уздржана. У остатку немачких земаља главни догађај био је сазвање немачког Франкфуртског парламента (Ворпарламент). На њему се раправљало о уједињењу Немачке. Постојала су два плана уједињења: као царство или као федерална држава (попут САД). Ворпарламент се одлучио за федералну државу. Главни задатак федералног Парламента био је да изради Устав Немачке и одреди немачке границе. Било је и покушаја да се од Немачке створи република, али су они брзо угушени.
Избори за Парламент обављени су без немира, а у њему две трећине посланика били су интелектуалци, само четворица занатлије, мало великопоседника и ниједан радник. У почетку, чланови Парламента нису одобравали политичке групе. Међутим, мало по мало, они су стекли навику да се окупљају по кафанама где настају и немачку клубови. Демократи се окупљају у „Виртембергеру“, социјалисти у „Донерсбергу“, монархисти у „Милани“.
Прво што је Парламент ударио било је организовање извршне власти. За викара Царства изабран је надвојвода Јохан, ујак аустријског цара, познат по непријатељству са Метернихом. Затим је образована влада на чије чело је постављен принц Лајнинген. На подстицај Карла Маркса, 15. маја избио је револуционарни покрет у Франкфурту када су устаници покушали да изврше преврат. Прекрили су град барикадама. Парламент је заузет, али су му у помоћ дошле пруске и аустријске трупе. Франкфурт је умирен, али је Парламент остао без икаквог утицаја.
Уједињени Ландтаг је у Пруској створио априла 1848. године Народну скупштину. Она је била демократскија од франкфуртског парламента. Велики поседници били су малобројни, као и десница коју је предводио млади Бизмарк. Берлин је јуна 1848. године захваћен револуционарним немирима (заузеће арсенала). Реакција се овде размахала као и у Француској. Аристократе су сазвале Јункерпарламент. Јункери су лако порушили берлинске барикаде. Скупштина је за то време завршила израду Устава којим је укинуто племство и није поменуто да краљ влада „милошћу Божијом“. Њиме су били незадовољни и грађани који су били за уједињење и јункери. Избија сукоб између грађанске буржоазије и радника. Краљ је прогласио опсадно стање након што је преместио Скупштину у Бранденбург. Већ децембра краљ је распустио Скупштину и тиме је револуција у Пруској окончана. Краљ је свом народу даровао нов Устав.
Франкфуртски парламент започео је расправу о уставу октобра 1848. године, десет дана пре гушења Бечког устанка. Нова аустријска влада којом је управљао Франц-Јозеф није желела прихватити ни „малу Немачку“ (под пруским вођством) ни „велику Немачку“ (која не би садржала негерманске земље Хабзбурговаца) већ је била за џиновску Немачку која би са 70 милиона становника имала превласт у Европи. Парламент је децембра објавио делове Устава. Успостављени су дипломатски односи са Аустријом што је значило да се та држава од тог тренутка сматрала туђом Немачкој. Прихваћена је „мала Немачка“, без Аустрије. Наследну царску круну Парламент је поверио Фридриху-Вилхелму IV. Он је, међутим, одбио круну. Аустрија и Пруска опозвале су своје посланике те је Франкфуртски парламент постао крњи парламент. Последње дане свог постојања Парламент је заседао у Штутгарту. Законом од 17. јуна 1849. године виртембершка влада забранила му је да заседа. Тако се на жалостан начин угасио први немачки Парламент. Многи револуционари успели су да побегну из Немачке, углавном у САД. Маркс и Енгелс побегли су у Лондон.

## Подељеност Немачке средином 19. века
У свим немачким државама завладала је жестока реакција. У Пруској, бирачи су према богатству подељени у три класе. Они бирају Законодавну скупштину (Ландтаг) над којом је краљ имао контролу. Иначе, краљ је након револуција 1848. године био Фридрих Вилхелм IV (1840—1861) који је био под јаким утицајем дворске камариле. Одређену равнотежу камарили представљао је краљев брат, престолонаследник Вилхелм, војник са умереним и донекле либералним погледима на државу. Јункери су били најчвршћи ослонац краљевој власти. Они су држали водеће институције у држави: администрацију и војску. Буржоазија је из ових структура искључена. Један од значајних догађаја у Пруској након револуција јесте процес против комуниста и доктора Маркса. Годину 1848. обележио је настанак прве међународне револуционарне организације радничке класе у Лондону. На предлог Маркса, она је следеће године премештена у Келн. Пруске власти нису је дуго могле толерисати. На монтираном процесу из 1852. године више људи осуђено је на робију. Да би спречили даље непотребне жртве, Маркс и Енгелс су новембра 1852. године распустили савез. Реакција у осталим немачким државама није свуда била подједнако оштра. У Баварској је режим био најблажи.
Након пораза револуције, поново је на ред дошло питање уједињења Немачке. Фридрих Вилхелм је одбио царску круну коју му је понудио франкфуртски Парламент. Намеравао је да влада федерацијом држава у којој би Пруска имала водећу улогу. Аустрија је то настојала да спречи. Она је пруској идеји о федерацији супротставила своју идеју о конфедерацији немачких држава са Аустријом као водећом државом.
Пруска је половином века у сукобу са Данском око Шлезвиг-Холштајна. То је једно од најкомпликованијих питања тадашње дипломатије. Војводства Шлезвиг и Холштајн лежала су уз јужне границе Данске, а у северозападном делу Немачке. Она су била у персоналној унији са Данском, а истовремено и чланице Немачког савеза (са већинским немачким становништвом). Током целог 19. века, дански краљеви настојали су да ова војводства чвршће вежу са себе, док су се војводства трудила да остану што независнија. Те супротности довеле су 1848. године до избијања рата између војводстава и Данске. Данска војска била је јача и однела је победу код Идштета. Посредовањем Енглеза, у Берлину је 1850. године закључен мир између Данске и Пруске којим је окончан рат око Шлезвиг-Холштајна. Швеска, Данска, Француска и Британија су са Данском потписале Лондонски протокол о неопходности одржавања интегритета Данске. Протоколу се придружила и Аустрија, док је Пруска одбила. Тада је избила знаменита хесенска афера.
У Хесену, кнез и влада желели су што више ограничити права Скупштине и рестаурисати апсолутизам. Скупштина је познала народ да обустави плаћање пореза. Кнез је тражио помоћ Скупштине Конфедерације. Реагују Аустрија и Баварска, док се Пруска успротивила. Две војске, савезничка и пруска, нашле су се једна насупрот друге. Став Русије тада је био крајње претећи према Пруској. Цар Никола послао је армије из Пољске према западу. Француска концентрише трупе на својој граници. Пруси су приморани да се повуку. Председник владе, Мантојфел, састао се децембра 1850. године са Шварценбергом у Оломуцу. Тада су донесене тзв. „Оломуцке пунктације“ којима се предвиђало да ће се проблем Хесена решавати заједнички и да ће, ако буде потребно, Аустрија и Пруска заједно реаговати у Шлезвиг-Холштајну. Две државе су демобилисале војску. Мантојфел се прећутно одрекао равноправности са Аустријом, а Аустрија свог плана о великој Немачкој. У Пруској су Оломуцке пунктације примљене као нека врста капитулације и понижења пред Аустријом. Тако је и било, јер се Пруска морала сада залагати за обнову Немачке конфедерације, на истим принципима као и 1815. године. Тако је дошло до обнове Конфедерације која ће, међутим, бити кратког века.
Обновљен је Немачки савез, а поново је прорадила и Савезна скупштина свих немачких држава, каква је постојала и након Бечког конгреса. Превласт Аустрије била је привремена. Пруска ће је престићи економском снагом. Она је 1851. године обновила Царински савез. Политички покушаји Аустрије да у два маха (1857. и 1860) разбије Царински савез, завршени су неуспехом. Пруска железница развија се огромном брзином чиме је Пруска дефинитивно стекла предност над Аустријом. Почетком 1860-их година у Пруској је 11.000 km железнице, док је са Аустријом повезан једино Минхен. Развој рударства други је чинилац пруског економског успона. У Рајнској области настају неки од највећих рударских центара Европе.
У политичкој мисли Немачке и даље су постојале две концепције: Велика и Мала Немачка. Међутим, идеја Велике Немачке слаби, а превагу постепено стиче друга идеја, идеја Мале Немачке, односно идеја о стварању јединствене немачке државе без Аустрије, по уређењу парламентарне монархије, у којој ће бити поштоване личне и грађанске слободе. Конзервативни кругови Пруске залагали су се такође за немачку државу која би била окупљена око династије Хоенцолерн.
Године 1861. за краља Пруске проглашен је Вилхелм I који је од 1858. године био регент своме брату Фридриху Вилхелму IV, који се разболео. Вилхелм I је важио за либерала. По доласку на власт, сменио је реакционарну владу генерала Мантојфела и довео либералнији Шверинов кабинет. Вилхелм је био искусан војник који је још као млад учествовао у Наполеоновим ратовима. Настојао је да војним путем наметне уједињење Немачке. Десна рука био му је генерал фон Рон. Захваљујући војној реформи фон Рона, пруска војска постала је технички најнапреднија европска војска. Краљ Вилхелм је 1861. године, по предлогу фон Рона, за председника владе (канцелара) поставио кнеза Ота фон Бизмарка.
Бизмарк је развио читаву идеју о односу законодавне и извршне власти у Пруској. По пруском Уставу, највиша извршна власт припадала је краљу, док се законодавна делила између краља и Ландтага. Уколико између та два фактора дође до неслагања који се компромисом не може превазићи, страна која поседује силу (наравно, извршна власт) наметнула би своје решење другој страни. Бизмарк ће се, попут Кавура у Италији, наћи на челу немачког покрета за уједињење. Пре него што је постао канцелар, обављао је функције пруског посланика у Петрограду (1859) и у Паризу (1862). Бизмаркова политика уједињења Немачке позната је као политика „гвожђа и крви“.

### Други шлезвички рат
Пруска је по доласку Бизмарка на власт била завађена са свим европским државама, сем са Русијом. У таквим условима је 1863. годне избио рат са Данском (Други шлезвички рат). Након смрти данског краља Фредерика VII, војводства Шлезвиг и Холштајн, позната по рату из 1848/9. године, нису за новог краља прихватила Кристијана IX коме је престо припадао по женској линији, већ су за свог краља прокламовали Фридриха од Аугустенбурга. Аустрија и Пруска решиле су да из овог сукоба извуку корист. Швезвиг и Холштајн налазили су се на необично значајном стратешком положају јер су излазили на два мора (Северно и Балтичко). Пруска и Аустрија признале су Кристијана за краља, али су захтевале да се дански устав не користи у спорним војводствима. Данска је захтев одбила те је дошло до рата који је вођен током 1864. године. У Другом шлезвичком рату, Данска је поражена и приморана да се одрекне Шлезвига, Холштајна и Лауенбурга. Између Аустрије и Пруске дошло је до сукоба око поделе плена. Решење је пронађено на Гаштајнској конференцији (1865) по којој је Холштајн припао Аустрији, а Лауенбург и Шлезвиг Пруској.

## Аустријско-пруски рат
Бизмарк је коначно 8. јуна 1866. године успео да изазове прекид односа између две државе и почетак рата. На страни Пруске била је Италија, а на страни Аустрије већина немачких држава. Аустрија је изгледала надмоћнија. Пруска је рат повела великом брзином. Она није допустила да Аустријанци споје трупе са трупама немачких државица, већ их је тукла појединачно. Војске Хановера и Баварске избачене су из рата до 4. јула. Најспособнији аустријски војсковођа Алберт ратовао је у Италији, док се у Чешкој (где су вођене главне операције рата) способном пруском генералу Молткеу супротставио неодлучни генерал Бенедеку. До одлучне битке дошло је код Садове (Кенигрец) у којој се Бенедекове трупе тешко поражене, изгубивши 40.000 војника. Био је то крај рата.
Прашким мировним уговором Аустрија је предала Холштајн Пруској, прихватила распад Немачког савеза и право Пруске да северно од Мајне образује нови савез под својим вођством. Услови су били благи по Аустрију. Бизмарк се задовољио преузимањем хегемоније у немачком свету. Главне заслуге за брзу победу у рату припадају војном министру Рону, који је извршио реформу пруске војске, и генералу Молткеу. Пруску армију су учиниле надмоћнијом и пушке са ударном иглом (шаспо). Пруска је после рата анектирала Хесен-Касел, Хановер, Франкфурт на Мајни и Насау. Од осталих севернонемачких држава које није припојила, Пруска је формирала Севернонемачки Савез 1866. године коме је дат Устав 1867. године. Председник Савеза био је пруски краљ који је водио спољне послове конфедерације и командовао њеним трупама. Заједничким пословима савеза управљао је канцелар, у име пруског краља. Био је то, наравно, Бизмарк. Превласт Пруске у Савезу тиме је осигурана. Изван Савеза остале су јужне немачке државе чијем се припајању противила Француска, а не Аустрија.

## Француско-пруски рат
Након 1866. године испољиле су се немачко-француске супротности, изазване поремећајем равнотежа снага у Европи. Ни Бизмарк ни Наполеон тада нису били спремни за рат. До њега је умало дошло током тзв. „луксембуршке афере“ 1867. године. Наполеон је желео да неутралност у претходном рату наплати припајањем Луксембурга. Холандски краљ, номинални владар војводства, био је спреман да се одрекне Луксембурга у корист француског цара. Међутим, Луксембург је био и члан ранијег Немачког савеза и у њему се налазио пруски гарнизон. Проблем је решен мирним путем, на конференцији у Лондону. Одлучено је да се пруске трупе повуку из Луксебурга који је 1867. године проглашен за независну државу. Како би повратио свој углед, Наполеон је почео да спроводи дипломатске и војне реформе. Војне мере спроводио је маршал Ниел. Оне су се састојале у формирању Мобилне гарде која је у ратно време имала 720.000 војника. Након смрти Ниела, његов наследник Лебеф занемарио је војне реформе. Пруска је, са друге стране, под покровитељством Бизмарка и руководством Рона и Молткеа, спроводила реформ војске много озбиљније од Француске.
Непосредан повод за избијање Француско-пруског рата (1870—1871) био је сукоб око шпанског престола. Након обарања краљице Изабеле (1868), шпански престо остао је упражњен. Привремена шпанска влада, на челу са генералом Примом, изабрала је 1870. године Леополда Хоенцолерна, рођака пруског краља Вилхелма I. Француски цар то није могао дозволити јер би, у супротном, био окружен непријатељем. Амбасадору Француске у Пруској, Бенедетију, је због тога послао писмо за пруског краља. У писму је тражио повлачење Леополдове кандидатуре. Вилхелм је попустио и предложио Леополду да се одрекне кандидатуре за престо. Француској дворској камарили то, међутим, није било довољно. Француском цару био је потребан велики спољнополитички успех да оправда своју лошу унутрашњу и спољну политику претходних година. Без победе у рату над Пруском, Наполеон се вероватно не би дуго одржао на престолу. Његова популарност у народу је опала. Зато се од пруског краља тражило да гарантује да се слична кандидатура ни у будућности неће допустити. Краљ је учтиво одбио тражене гаранције. У ствар се умешао Бизмарк, сада спреман за рат. Он је преуредио тзв. Емску депешу тако да буде увредљива за Французе. У њој је стајало да је пруски краљ, чувши захтеве, одбио да прими Бенедетија. У обе земље преовладале су ратне струје. Бенедети је предао пруској влади у Берлину објаву рата 19. јула 1870. године.
Француско-пруски рат дели се на два периода: први период трајаће до 4. септембра. То је рат Пруске против Другог француског царства. Други период је рат Пруске против Треће француске републике. Пруском војском од 500.000 људи командовао је генерал Молтке, док су француске снаге биле слабије (265.000). Предност Пруса била је и железница којом су четвороструко брже пребацивали своје снаге. Немци крећу у офанзиву и односе августа 1870. године победе код Висенбурга и Фрешвилера. Французи напуштају Алзас, а Пруси опседају Стразбур. Град се предао након вишенедељне опсаде. Цар је врховну команду над француском војском предао маршалу Базену. Јаке пруске снаге (200.000) тукле су 18. августа 140.000 Француза код Сен Прива у једној од најкрвавијих битака рата. Француска војска је након овог пораза подељена на два дела. Наполеон је покушао да деблокира Базенову армију у тврђави Мец, али је поражен и потиснут у тврђави Седан. Пруси су бомбардовали Седан те је 1. септембра француски цар приморан на предају. Истакао је белу заставу на зидовима тврђаве. Немци су заробили све које су нашли у тврђави, укључујући и самог цара. Био је то највећи пораз у дотадашњој историји Француске.
Друго француско царство није преживело пораз код Седана. На вест о поразу, маса народа сакупила се на париском тргу Конкорд одакле је провалила у зграду Народне скупштине. Леон Гамбета, републикански посланик, предложио је укидање Царства. На лицу места проглашена је Република (Трећа). Револуција од 4. септембра извршена је без проливања крви. Нико није покушао да спасе Друго царство.
На челу нове, привремене владе, постављен је дотадашњи командант Париза, генерал Троши. Циљ владе било је организовање одбране и наставак рата. Пруси су тада већ били пред Паризом. Град је опседнут 19. септембра. Опсада је трајала пет месеци. Леон Гамбета је спектакуларно побегао из града балоном одлетевши на југ земље где је успео да мобилише 600.000 нових бораца. Најбоље француске трупе блокиране су у Мецу и Паризу. Маршал Базен се, без стварне нужде, предао непријатељу октобра 1870. године. Почетком новембра почела је да делује Гамбетина армија, тзв. Лоренска армија, ослободивши Орлеан. И поред неколико успеха, морала је да поклекне над моћнијим Прусима. Немци су јануара 1871. године започели са бомбардовањем Париза. Још већу невољу представљала је несташица хране и лекова. Смртност се повећавала. Примирјем које је Жил Фавр, представник тзв. „издајничке Трошијеве владе“ (за Парижане), потписао са Прусима у Версају је, у ствари, окончан рат.
Француско-пруским ратом окончано је уједињење Немачке. Већ новембра 1870. године јужне државе приступиле су Севернонемачком Савезу који се од тада поново назива Немачким савезом. На формалну иницијативу баварског краља, Савез је преименован у Немачко царство (Рајх). Свечано проглашење Немачког царства (Другог) проглашено је у Сали огледала у Версају 18. јануара 1871. године. Вилхелм I је крунисан за пруског краља. Нови шеф извршне власти у Француској, Адолф Тјер, потписао је са Бизмарком у Версају прелиминарни мир 26. јануара. Француска је Немачкој уступила Алзас и Лорен (са Мецом, Стразбуром и 1.600.000 становника), пристала је на плаћање ратне одштете, пристала је на војну окупацију преко 40 северних департмана до исплате одштете. Прелиминарни мир из Версаја претворен је у мирновни споразум 10. маја 1871. године у Франкфурту на Мајни. Њиме је отворена ера немачке превласти у Европи.

## Немачко царство крајем 19. века
Француско-пруским ратом завршено је уједињење Немачке. У Версајском двору је 18. јануара 1871. године проглашено Немачко царство, а Виљем I је крунисан за немачког цара. Била је то буржоаско-племићка држава; највећи број чиновника узиман је из редова племства, нарочито из редова пруског јункерства. Из тих редова узиман је и војни старешински кадар. Априла исте године донет је устав за целу царевину. Он је обезбедио хегемонију Пруске, која је била и највећа немачка држава (55% територије и 61% становника). Царевина је сматрана за Савез (федерацију) немачких држава. У њега су ушле 22 државе од којих је свака имала своју династију и парламент (ландтаг). У састав царства ушла су и три слободна града (Хамбург, Бремен и Либек), Алзас и Лорена. Две последње покрајине нису имале своје самоуправе већ је њима управљао намесник кога је постављао цар. Елементи Немачког царства били су следећи:
1. Наследни цар који је могао бити само пруски краљ.
2. Канцелар кога поставља цар.
3. Савезни савет (Бундесрат).
4. Рајстаг (парламент).

Цар је командовао целокупном војском, имао право да закључује мировне споразуме, међународне уговоре, да поставља државне чиновнике и др. Канцелар је био једини заједнички царевински министар. Такво уређење изум је самог Бизмарка. Савезни савет састојао се од представника немачких држава од којих цар тражи сагласност за објаву рата или склапање мира. Парламент је биран на пет година, општим правом гласа (мушкарци изнад 25 година живота). Улога парламента углавном се састојала у одобрењу буџета. Индустријски развитак у Немачкој у другој половини века био је много бржи него у Енглеској и Француској. Производња угља се од 1871. до 1900. године утростручила. Ствара се електротехничка индустрија чији је оснивач био проналазач Вернер Сименс. Ствара се и хемијска индустрија. Ситна занатска индустрија брзо ишчезава.
Конзервативци у Немачкој су као и раније били представници пруских јункера, официра, лутеранског свештенства и кулака. Они су на сваки начин желели утврдити монархију и сачувати јункерске повластице. Залагали су се за стварање јаке војске. Још 1866. године од конзервативаца се одвојила „царевинска“ странка која се ослањала на најкрупније индустријалце. До расцепа је дошло због Бизмаркове политике, јер је конзервативна странка тада била у опозицији Бизмарку. Зими 1870/1. године основана је католичка странка, тзв. странка „центра“. Тражила је потпуну независност цркве од државе и максималну независност појединих немачких држава. Странка национал-либарала ослањала се на крупну буржоазију и била је најјача по уједињењу. У левичаре су спадали „прогресисти“ или „странка слободних мислилаца“ (од 1884) који се ослањају на средњу и ситну буржоазију и обухватају слојеве интелигенције.
Свега три године након завршетка рата немачко-француски односи се компликују. Бизмарк је 1875. године био спреман да поведе рат против Француске. Међутим, Русија и Енглеска ставиле су му до знања да неће допустити нови пораз Француске. Бизмарк је желео да скрши странке центра и католичке цркве говорећи да оне прете јединству царевине. У Пруској је 1872. године донет закон по коме је свештенство изгубило право надзора над основним школама. Ускоро је дошло до протеривања језуитског реда из Немачке. Школе у којима су предавали католички свештеници стављене су под надзор државе. Године 1875. донет је закон о грађанском браку. Вођа прогресиста, Вироф, назвао је Бизмаркову политику против цркве „културкампфом“ (борбом за културу).
Године 1878. извршена су два атентата на цара. У једном је рањен. Бизмарк је одлучио да их искористи за напад на социјалисте. Спровео је тзв. „Ванредни закон“ којим је забранио организације сваке врсте којима се врши социјална пропаганда. У Берлину и другим градовима било је заведено мало ванредно стање и отпочели су прогони чланова социјалдемократске странке.
Слабљење национал-либералне странке довело је до расцепа унутар њених редова. Једна група одвојила се од ње 1880. године и четири година касније узела назив „слободоумних“. Национал-либерална странка губи велики број гласача. Центар је још био у опозицији, а да би издествовао његову подршку Бизмарк је морао „отићи у Каносу“ и измирити се са новим папом (Лав XIII). Укинути су недавно донети закони против цркве, чиме је ликвидиран културкампф. Бизмарк се опробао у политици попуштања.
Крајем осамдесетих година Бизмарк је претрпео неуспехе на пољима унутрашње и спољне политике. Масовни штрајк 90.000 радника у рурским угљенокопима из 1889. године довео је до сукоба са полицијом који су завршени са неколико мртвих. Виљем је умро 1888. године, а његов болесни син Фридрих умире након три месеца владавине. На престо је дошао неуравнотежени Виљем II. Од самог почетка он је тешко подносио Бизмарково туторство, што доводи до сукоба. Цар је 1890. године отпустио Бизмарка. Њега је наследио генерал Каприви (1890—4). Он спроводи мере у циљу јачања војске. Пруски јункери подигли су побуну против канцелара, незадовољни његовом економском политиком. Каприви је збачен 1894. године.

### Немачка превласт у Европи
Уједињењем Немачке и Италије завршен је период националних ратова. Уједињење Немачке и Италије потпуно је променило међународну ситуацију. Уместо много малих држава, у Европи су се појавиле две нове силе. Француска и Немачка потписале су маја 1871. године мир у Франкфурту на Мајни којим је завршен Француско-пруски рат. Француска је имала исплатити контрибуцију од пет милијарди франака у злату и уступити јој Алзас и Лорену. Немачка је заузећем ових покрајина стекла огромна стратегијска преимућства. По заузећу Лорена Немци су добили базу за нападе на Париз. Постојао је тзв. „Вогешки отвор“ кроз који је био могућ напад. То је био раван простор између Вогеза на југу и Ардена на северу. Стратегијски кључ за Париз била је тврђава Мец, сада у немачким рукама. Тако је Француска и по склапању мира била стално изложена опасношћу од немачког напада.
Под Бизмарковим председништвом, 13. јуна у Берлину отворен је међународни конгрес за званичну ревизију Санстефанског споразума. Главно је било бугарско питање које је решено прихватањем енглеско-турског споразума; Велика Бугарска подељена је на три дела (Македонија је остала под турском влашћу, област јужно од Балкана остала је као турска покрајина Источна Румелија са широком аутономијом, а остатак је образовао нову Кнежевину Бугарску). Аустрија је добила право да окупира Босну и Херцеговину; покрајине су и даље остале турске, али је њима управљала Аустрија. Берлинским уговором потврђена је независност Србије и Румуније, а задржане су санстефанске одредбе о Бесарабији и Добруџи.
Затегнутост француско-немачких односа ишла је на руку Бизмарковој политици. Кад год би Немачка са неким дошла у сукоб, Француска би стајала на страну немачког противника. Бизмарк је покушао да отклони ту опасност закључивши 1873. године савез са Русијом и Аустро-Угарском (Савез три цара). Био је то одбрамбени споразум, у случају напада неке од других европских држава. Бизмарк је већ 1875. године одлучио да поведе превентивни рат против Француске. Француска се по његовом ставу опорављала превише брзо. Русија није желела да препусти Француску Бизмарку, а исти став заузела је и Енглеска. Они су припретили Бизмарку да неће дозволити нови пораз Француске. Тако је канцелар морао одустати од напада.
Догађаји од 1875. до 1878. године (Велика источна криза) довели су до затегнутости руско-немачких односа. Након пораза Аустрије у рату из 1866. године, Бизмарк је схватио да је потребно да се одржи целовитост Хабзбуршке монархије. Распад „крпљене монархије“ отворио би могућност стварања националних држава које би се супротставиле немачком утицају ослањајући се на Русију. То би довело до јачања Русије на овим просторима, што Немачка не би смела допустити. Немачка је зато 1879. године завела царине на жито, што је тешко погодило руску економију. Аустрија је такође желела савезника против Русије. Две државе биле су упућене на савез. Тако је 1879. године закључен савез између Бизмарка и грофа Андрашија, аустријског министра спољних послова. Обе стране обавезале су се да пруже међусобну помоћ у случају руског напада. Уговор је по свом облику био чисто дефанзиван. Ипак, он је послужио као основа будућег империјалистичког рата. Самим склапањем споразума са Аустријом, Бизмарк је упутио Русе на споразум са Француском. Последица овог споразума је Руско-француски споразум (1891—1893). Бизмарк је настојао да одржи формално добре односе са Русијом те му је успело да обнови „савез три цара“ (1881) о неутралности европских царевина у случају рата једне од њих са неком другом државом. Русија обећава да ће бити неутрална у случају немачко-француског рата. Такође је одређено да се турски султан строго мора придржавати забране пролаза кроз мореузе; одредба уперена против енглеске морнарице.
Следеће 1882. године закључен је Тројни савез између Немачке, Аустро-Угарске и Италије. Разлог за ступање Италије у савез је Француско заузимање Туниса 1881. године. Тунис је окупиран за рачун француске железничке компаније. То изазива конфликт са Италијом која је и сама полагала права на Тунис. Било је и стратешких разлога за њеним држањем Туниса. Тунис је, заједно са Сицилијом, доминирао најужим делом Средоземног мора. Због тога се Италија оријентише ка Немачкој и Аустро-Угарској. Морала је да реши спорна питања са Аустро-Угарском, односно да покрене борбу против иредентистичке странке која се залагала за присаједињење Италији оних делова Аустрије који су били већински настањени Италијанима (јужни Тирол и Трст). Чланице савеза обећале су војну помоћ у случају напада на било коју државу и неутралност у случају рата неке чланице савеза са другом државом. Обавезале су се и на помоћ уколико нека од чланица ратује са два противника истовремено. Исте године Енглези, након варварског бомбардовања Александрије, заузимају Египат. Рок уговора о савезу три цара истекао је јуна 1887. године. Исте године Бизмарк активно ради на склапању савеза са Енглеском, Аустријом и Италијом (тзв. источна антанта) ради организовања отпора руској експанзији. Долази до захлађења руско-немачких односа и зближавања Француске и Русије. Бизмарков предлог о савезу са Енглеском одбацила је енглеска влада 1889. године. Енглеска осамдесетих и деведесетих година води политику „сјајне изолованости“. Тада још увек није било авијације, те је енглеска флота штитила острва од напада са континента. Због тога одбија да приступа континенталним савезима (сем споразума са Италијом и Аустро-Угарском о вођењу заједничке политике на истоку против руске експанзије 1887. године).

## Немачка почетком 20. века
Руско-немачке супротности датирају још од седамдесетих година 20. века а почетком деведесетих довеле су до закључења француско-руског савеза. Политика царизма на Далеком истоку од 1895. до 1905. године ставила је Русију у извесну зависност од Немачке. До необичног погоршавања односа дошло је приликом грађења багдадске железнице. Руски царизам је на Турску, а нарочито на мореузе, гледао као на свој будући плен. Сада је претила опасност да се и Турска претвори у немачку сферу утицаја. Јачање руског утицаја у балканским земљама с циљем да се изврше припреме за освајање мореуза постало је опет један од првих задатака Русије. На блиском истоку царизам је наишао на два нова фактора, на јачање немачког утицаја у Турској и на нагло појачавање аустро-угарске експанзије на Балкану. Главни противник Русије на блиском истоку више није била Енглеска већ Немачка. То је био један од предуслова за енглеско-руско зближавање које је било у изгледу. Немачко учешће у Првој и Другој мароканској кризи допринеће затегнутим односима који су неколико година касније довеле до избијања Првог светског рата.

## Међуратна Немачка

### Нацистичка Немачка
На двапут одржаним изборима 1932, Нацисти су добили 37,2% гласова у јулу, а 33% у новембру. 30. јануара 1933, Адолф Хитлер је именован за канцелара Немачке, а 23. марта 1933. године немачки парламент је укинуо устав Вајмарске Републике. Трећи рајх је трајао од 1933. до 1945. и био је утемељен на национал-социјализму, односно нацизму. 1934. Хитлер је преузео апсолутну контролу над владом, када је де факто постао и председник Немачке. Након анексије Аустије (1938), политика анектирања суседних територија, довела је до Другог светског рата, који је у Европи отпочео 1. септембра 1939. када је Немачка окупирала Пољску. Немачка и њени савезници су имали велику и добро контролисану војску која преузела контролу над готово целом територијом Европе.
После операције Барбароса (напада на Совјетски Савез) 22. јуна 1941. отворен је други фронт на истоку, као и напада на Сједињене Државе, када је прекршен договор о ненападању Немачке на САД, од стране Хитлера (11. децембар 1941). Од 1941. до 1945. нацистичка Немачка, уз помоћ суседних колаборациониста, систематски је убила 6 милиона Јевреја у Холокаусту. Режим је исто тако убијао Словене, Роме, хомосексуалце и ментално заостале особе и друге неспособне људе, али и политички неподобне грађане (нарочито комунисте и социјалисте, али и религиозне вође). 8. маја 1945. године Немачка је капитулирала после окупације Берлина од стране совјетске Црвене армије. Пре уласка руских трупа у Берлин, Хитлер је извршио самоубиство.

### Послератна Немачка
Рат је резултовао великим губитком територије, етнички је очишћено 15 милиона Немаца са тих простора, 45-годишњу окупацију током које је некадашња територија Рајха подељена у Аустрију, Западну Немачку и Источну Немачку. 1948. и 1949. током Берлинске блокаде, савезничка војска допремала је храну и сировине у Западни Берлин, који је током Хладног рата посао енклава окружена совјетском гвозденом завесом.
Грађани Западног Берлина су постали проамерички оријентисани. То је био резултат многих чињеница, укључујући и јак немачки антикомунизам, амерички Маршалов план за реконструкцију Европе после рата, оснивање Европске уније, и генерално подржавање присуства западне војске у Западном Берлину. Реконструисана Западна Немачка је поново постала светска највећа економска сила.
Совјети су контролисали Немачку Демократску Републику, која је била једна у низу социјалистичких сателита Совјетског Савеза и чланица Варшавског пакта, са контролом слободног кретања њених становника. Изненадно, 13. августа 1961. године, Источна Немачка је поставила Берлински зид између Источног и Западног Берлина, и потпуно затворила границу према Западној Немачкој што је онемогућило нормално циркулисање људи. Вили Брант, западноберлински градоначелник и потоњи западнонемачки канцелар, су покушали да смире тензије, али његово практично признавање губитка историјске Источне Немачке је довело до контроверзи, неки Немци су сматрали да је издајник, док су многи други (нарочито млади људи) мислили да је херој.
После пада комунизма у Европи, Немачка се поново ујединила (1990), што је довело до економских проблема који се осећају и данас. Берлин је поново постао главни град. Породице, које су биле дуги низ година растављене, поново су се спојиле. Као део посткомунистичког процеса, отворени су досијеи тајне полиције.
Заједно са Француском, нова Немачка игра главну улогу у Европској унији. Немачка је држава која се залаже за заједничку европску политику, одбрану и сигурност. Канцелар се константно позива на састанке Савета безбедности Уједињених нација.

### Енциклопедија
- Ramirez-Faria, Carlos (2007). „Germany”. Concise Encyclopedia Of World History. Atlantic Publishers. ISBN 9788126907755.

### Часописи
- Wanger, Günther A. (2010). „Radiometric dating of the type-site for Homo heidelbergensis at Mauer, Germany”. Proceedings of the National Academy of Sciences. 107 (46): 19726—19730. Bibcode:2010PNAS..10719726W. PMC 2993404 . PMID 21041630. doi:10.1073/pnas.1012722107 .
- Bordewich, Fergus M. (септембар 2005). „The Ambush That Changed History: An amateur archaeologist discovers the field where wily Germanic warriors halted the spread of the Roman Empire”. Smithsonian magazine.
- Lee, Loyd E. (1985). „The German Confederation and the Consolidation of State Power in the South German States, 1815–1848”. Consortium on Revolutionary Europe 1750–1850: Proceedings. 15.

### Атлас и мапе
- Atlas of Germany Wikipedia maps; not copyright

### Прегледи
- Biesinger, Joseph A (2006). Germany: a reference guide from the Renaissance to the present.
- Bithell, Jethro, ур. (1955). Germany: A Companion to German Studies (5th изд.).. essays on German literature, music, philosophy, art and, especially, history.
- Bösch, Frank. Mass Media and Historical Change: Germany in International Perspective, 1400 to the Present (Berghahn, 2015). 212 pp. online review
- Buse, Dieter K. ed. Modern Germany: An Encyclopedia of History, People, and Culture 1871–1990 (2 vol 1998)
- Clark, Christopher (2006). Iron Kingdom: The Rise and Downfall of Prussia, 1600–1947.
- Detwiler, Donald S (1999). Germany: A Short History (3rd изд.)..
- Fulbrook, Mary (1990). A Concise History of Germany. Cambridge concise histories. Cambridge University Press. ISBN 978-0-521-36836-0. This text has updated editions.
- Gall, Lothar (2003). Milestones - Setbacks - Sidetracks: The Path to Parliamentary Democracy in Germany, Historical Exhibition in the Deutscher Dom in Berlin.. exhibit catalog; heavily illustrated, 420pp; political history since 1800
- Holborn, Hajo (1982). A History of Modern Germany.. (1959–64); vol 1: The Reformation; vol 2: 1648–1840; vol 3: 1840–1945; standard scholarly survey
- Maehl, William Harvey (1979). Germany in Western Civilization.. focus on politics and diplomacy
- Ozment, Steven (2005). A Mighty Fortress: A New History of the German People.. focus on cultural history
- Raff, Diether (1988). History of Germany from the Medieval Empire to the Present.
- Reinhardt, Kurt F (1992). Germany: 2000 Years.. (2 vols, 1961), stress on cultural topics
- Richie, Alexandra. Faust's Metropolis: A History of Berlin (1998), 1168 pp by scholar; excerpt and text search; emphasis on 20th century
- Sagarra, Eda (1977). A Social History of Germany 1648–1914.. (1977, 2002 edition)
- Schulze, Hagen, and Deborah Lucas Schneider (2001). Germany: A New History.
- Smith, Helmut Walser, ур. (2011). The Oxford Handbook of Modern German History.. 35 essays by specialists; Germany since 1760
- Snyder, Louis, ур. (1958). Documents of German history.. 167 primary sources in English translation
- Taylor, A.J.P (2001). The Course of German History: A Survey of the Development of German History since 1815..
- Watson, Peter (2010). The German Genius: Europe's Third Renaissance, the Second Scientific Revolution and the Twentieth Century. Simon & Schuster. ISBN 978-0-7432-8553-7. Пронађени су сувишни параметри: |author= и |last1= (помоћ). 992 pp covers many thinkers, writers, scientists etc. since 1750.
- Winkler, Heinrich August (2006). Germany: The Long Road West.. (2 vol, 2006), since 1789; excerpt and text search vol 1
- Zabecki, David T, ed. Germany at War: 400 Years of Military History.. (4 vol. 2015)

### Средњи век
- Arnold, Benjamin (1998). Medieval Germany, 500–1300: A Political Interpretation.
- Arnold, Benjamin (2004). Power and Property in Medieval Germany: Economic and Social Change, c. 900–1300. Oxford University Press.. „online edition”. Архивирано из оригинала 29. 09. 2010. г.
- Barraclough, Geoffrey (1947).  (2d, ур. The Origins of Modern Germany.)
- Fuhrmann, Horst (1986). Germany in the High Middle Ages: c. 1050–1200.
- Haverkamp, Alfred, Helga Braun, and Richard Mortimer (1992). Medieval Germany 1056–1273.
- Innes; Matthew. State and Society in the Early Middle Ages: The Middle Rhine Valley, 400–1000.. (Cambridge U.P. 2000)
- Jeep, John M (2001). Medieval Germany: An Encyclopedia.. 650 articles by 200 scholars cover AD 500 to 1500
- Nicholas, David (2009). The Northern Lands: Germanic Europe, c. 1270–c. 1500. Wiley-Blackwell.
- Reuter, Timothy (1991). Germany in the Early Middle Ages, c. 800–1056.

### Реформација
- Bainton, Roland H. Here I Stand: A Life of Martin Luther.. (1978; reprinted 1995)
- Dickens, A. G (1969). Martin Luther and the Reformation.. basic introduction
- Holborn, Hajo (1959). A History of Modern Germany: vol 1: The Reformation.
- Junghans, Helmar (1998). Martin Luther: Exploring His Life and Times, 1483–1546.. (book plus CD ROM) (1998)
- MacCulloch, Diarmaid (2005). The Reformation.. influential recent survey
- Ranke, Leopold von (1905). History of the Reformation in Germany.. by Germany's foremost scholar .
- Smith, Preserved (1920). The Age of the Reformation.

### Рани нови век до 1815.
- Asprey, Robert B (2007). Frederick the Great: The Magnificent Enigma.
- Atkinson, Christopher Thomas (1908). A History of Germany, 1715-1815. Methuen & Company. ISBN 9780722223673.
- Blanning, Tim (2016). Frederick the Great: King of Prussia.. major new scholarly biography
- Bruford W.H. Germany In The Eighteenth Century The Social Background Of The Literary Revival. (1935, 1971) . covers social history
- Clark, Christopher (2006). Iron Kingdom: The Rise and Downfall of Prussia, 1600–1947.
- Gagliardo, John G (1991). Germany under the Old Regime, 1600–1790..
- Heal, Bridget (2007). The Cult of the Virgin Mary in Early Modern Germany: Protestant and Catholic Piety, 1500–1648.
- Holborn, Hajo (1982). A History of Modern Germany.. Vol 2: 1648–1840 (1962)
- Hughes, Michael (1992). Early Modern Germany, 1477–1806.
- Ogilvie, Sheilagh (1995). Germany: A New Social and Economic History, Vol. 1: 1450–1630.. Germany: A New Social and Economic History, Vol. 2: 1630–1800 (1996), 448pp
- Ogilvie, Sheilagh (2003). A Bitter Living. ISBN 978-0-19-820554-8. doi:10.1093/acprof:oso/9780198205548.001.0001.
- Ozment, Steven (2001). Flesh and Spirit: Private Life in Early Modern Germany..

### 1815–1890.
- Blackbourn, David (1998). The Long Nineteenth Century: A History of Germany, 1780–1918.. excerpt and text search
- Blackbourn, David, and Geoff Eley (1984). The Peculiarities of German History: Bourgeois Society and Politics in Nineteenth-Century Germany..
- Brandenburg, Erich (1933-01-01). From Bismarck to the World War: A History of German Foreign Policy 1870–1914.. (19330  562pp; an old standard scholarly history
- Brose, Eric Dorn (1997). German History, 1789–1871: From the Holy Roman Empire to the Bismarckian Reich..
- Craig, Gordon A (1978). Germany, 1866–1945..
- Hamerow, Theodore S., ур. (1974). Age of Bismarck: Documents and Interpretations.. 133 excerpts from primary sources put in historical context by Professor Hamerow
- Hamerow, Theodore S., ур. (1993). Otto Von Bismarck and Imperial Germany: A Historical Assessment.. excerpts from historians and primary sources
- Nipperdey, Thomas (14. 7. 2014). Germany from Napoleon to Bismarck: 1800-1866. Princeton University Press. ISBN 9781400864300.
- Ogilvie, Sheilagh, and Richard Overy (2004). Germany: A New Social and Economic History Volume 3: Since 1800.
- Pflanze Otto, ур. (1979). The Unification of Germany, 1848–1871.. essays by historians
- Sheehan, James J (1993). German History, 1770–1866.. the major survey in English
- Steinberg, Jonathan (2011). Bismarck: A Life.. a major scholarly biography
- Stern, Fritz (1979). Gold and Iron: Bismark, Bleichroder, and the Building of the German Empire.. Bismark worked closely with this leading banker and financier excerpt and text search
- Taylor, A.J.P (1967). Bismarck: The Man and the Statesman..
- Wehler, Hans-Ulrich (1984). The German Empire 1871–1918.

### 1890–1933.
- Berghahn, Volker Rolf (1987). Modern Germany: society, economy, and politics in the twentieth century.. ACLS E-book
- Berghahn, Volker Rolf (2005). Imperial Germany, 1871–1914: Economy, Society, Culture, and Politics (2nd изд.).
- Brandenburg, Erich (1927). From Bismarck to the World War: A History of German Foreign Policy 1870–1914.. „online”. Архивирано из оригинала 15. 03. 2017. г..
- Cecil, Lamar (1989). Wilhelm II: Prince and Emperor, 1859–1900..  ; vol2: Wilhelm II: Emperor and Exile, 1900–1941 (1996)
- Craig, Gordon A (1978). Germany, 1866–1945..
- Dugdale, E.T.S. ed. German Diplomatic Documents 1871–1914 (4 vol 1928–31), in English translation. online.
- Gordon, Peter E, and John P. McCormick, eds. Weimar Thought: A Contested Legacy (Princeton U.P. 2013) 451 pages; scholarly essays on law, culture, politics, philosophy, science, art and architecture
- Herwig, Holger H. (1996). The First World War: Germany and Austria–Hungary 1914–1918. Bloomsbury Academic. ISBN 978-0-340-57348-8.
- Kolb, Eberhard (2005). The Weimar Republic.
- Mommsen, Wolfgang J (1995). Imperial Germany 1867–1918: Politics, Culture and Society in an Authoritarian State.
- Peukert, Detlev (1993). The Weimar Republic.
- Retallack, James (2008). Imperial Germany, 1871–1918. Oxford University Press.
- Scheck, Raffael (2008). Lecture Notes, Germany and Europe, 1871–1945. full text online, a brief textbook by a leading scholar
- Watson, Alexander (2014). Ring of Steel: Germany and Austria-Hungary in World War I.. excerpt

### Нацистички период
- Burleigh, Michael (2000). The Third Reich: A New History.. Stress on antisemitism;
- Evans, Richard J (2004). The Coming of the Third Reich: A History.. [2003]. 622 pp.; a major scholarly survey; The Third Reich in Power: 1933–1939. (2005). 800 pp.; The Third Reich at War 1939–1945 (2009)
- Overy, Richard (2004), The Dictators: Hitler's Germany and Stalin's Russia; comparative history
- Roderick, Stacke (1999), Hitler's Germany: Origins, Interpretations, Legacies
- Spielvogel, Jackson J. and David Redles. Hitler and Nazi Germany (6th ed. 2009) excerpt and text search, 5th ed. 2004
- Zentner, Christian and Bedürftig, Friedemann, eds. The Encyclopedia of the Third Reich. (2 vol. 1991). 1120 pp.
- Bullock, Alan (1962). Hitler: A Study in Tyranny..
- Friedlander, Saul (2009). Nazi Germany and the Jews, 1933–1945.. abridged version of the standard two volume history
- Kershaw, Ian (2004-06). Hitler, 1889–1936: Hubris. Проверите вредност парамет(а)ра за датум: |date= (помоћ). vol. 1. 1999. 700 pp. ; vol 2: Hitler, 1936–1945: Nemesis. 2000. 832 pp.; the leading scholarly biography.
- Koonz, Claudia (1986). Mothers in the Fatherland: Women, Family Life, and Nazi Ideology, 1919–1945.. The major study
- Speer, Albert (1970). Inside the Third Reich: Memoirs..
- Stibbe, Matthew (2003). Women in the Third Reich,., 208 pp.
- Tooze, Adam (2007). The Wages of Destruction: The Making and Breaking of the Nazi Economy (PDF). Архивирано из оригинала 11. 01. 2012. г.. highly influential new study; online review by Richard Tilly ; summary of reviews
- Thomsett, Michael C (2007). The German Opposition to Hitler: The Resistance, the Underground, and Assassination Plots, 1938–1945 (2nd изд.).. 278 pages

### Од 1945.
- Bark, Dennis L, and David R. Gress (1992). A History of West Germany Vol 1: From Shadow to Substance, 1945–1963. Blackwell. ISBN 978-0-631-16787-7.; vol 2: : Bark, Dennis L. (1992). Democracy and Its Discontents 1963–1988. Blackwell. ISBN 978-0-631-16788-4.
- Berghahn, Volker Rolf (1987). Modern Germany: society, economy, and politics in the twentieth century.. ACLS E-book online
- Hanrieder, Wolfram F (1989). Germany, America, Europe: Forty Years of German Foreign Policy. Yale University Press. ISBN 978-0-300-04022-7.
- Jarausch, Konrad H (2008). After Hitler: Recivilizing Germans, 1945–1995.
- Junker, Detlef, ed. The United States and Germany in the Era of the Cold War.. (2 vol 2004), 150 short essays by scholars covering 1945–1990 excerpt and text search vol 1; excerpt and text search vol 2
- Main, Steven J. (2014). „The Soviet Occupation of Germany. Hunger, Mass Violence and the Struggle for Peace, 1945–1947”. Europe-Asia Studies. 66 (8): 1380—1382.
- Schwarz, Hans-Peter (1995). excerpt and text search vol 2. Berghahn Books. ISBN 9781571819604.; also  ; and
- Smith, Gordon, ур. (1992). Developments in German Politics. Duke University Press. ISBN 978-0-8223-1266-6.. broad survey of reunified nation
- Weber, Jurgen (2004). Germany, 1945–1990. Central European University Press.. „online edition”. Архивирано из оригинала 10. 02. 2012. г.

#### Примарни извори
- Beate Ruhm Von Oppen, ур. (1955). Documents on Germany under Occupation, 1945–1954. Oxford University Press.

### ДДР
- Fulbrook, Mary (1998). Anatomy of a Dictatorship: Inside the GDR, 1949–1989.
- Fulbrook, Mary (2008), The People's State: East German Society from Hitler to Honecker, ISBN 0300144245 excerpt and text search excerpt and text search
- Harsch, Donna (2008). Revenge of the Domestic: Women, the Family, and Communism in the German Democratic Republic.
- Jarausch, Konrad H.. and Eve Duffy. (1999). Dictatorship As Experience: Towards a Socio-Cultural History of the GDR.
- Jarausch, Konrad H, and Volker Gransow, ур. (1994). Uniting Germany: Documents and Debates, 1944–1993.. primary sources on reunification
- A. James McAdams, "East Germany and Detente." Cambridge University Press, 1985.
- McAdams, A. James. "Germany Divided: From the Wall to Reunification." Princeton University Press, 1992 and 1993.
- Pence, Katherine, and Paul Betts, ур. (2008). Socialist Modern: East German Everyday Culture and Politics. ISBN 0472069748.. excerpt and text search
- Pritchard, Gareth (2004). The Making of the GDR, 1945–53.
- Ross, Corey (2002). The East German Dictatorship: Problems and Perspectives in the Interpretation of the GDR.
- Steiner, André. The Plans That Failed: An Economic History of East Germany, 1945–1989 (2010)

### Историографија
- Berghahn, Volker R, and Simone Lassig, ур. (2008). Biography between Structure and Agency: Central European Lives in International Historiography.
- Chickering, Roger, ур. (1996). Imperial Germany: A Historiographical Companion.. 18 essays by specialists;
- Evans, Richard J (1997). Rereading German History: From Unification to Reunification, 1800–1996..
- Hagemann, Karen, and Jean H. Quataert, ур. (2008). Gendering Modern German History: Rewriting Historiography.
- Hagemann, Karen (2007). „From the Margins to the Mainstream? Women's and Gender History in Germany”. Journal of Women's History. 19 (1): 193—199. S2CID 143068850. doi:10.1353/jowh.2007.0014.
- Hagen, William W (2012). German History in Modern Times: Four Lives of the Nation.. excerpt
- Jarausch, Konrad H, and Michael Geyer, ур. (2003). Shattered Past: Reconstructing German Histories.
- Klessmann, Christoph (2001). The Divided Past: Rewriting Post-War German History..
- Lehmann, Hartmut, and James Van Horn Melton, ур. (2003). Paths of Continuity: Central European Historiography from the 1930s to the 1950s.
- Perkins, J. A. (април 1986). „Dualism in German Agrarian Historiography”. Comparative Studies in Society and History. 28 (2): 287—330. doi:10.1017/S0010417500013876.,
- Rüger, Jan, and Nikolaus Wachsmann, ур. (2015). Rewriting German history: new perspectives on modern Germany. Palgrave Macmillan..
- Stuchtey, Benedikt, and Peter Wende, ур. (2000). British and German Historiography, 1750–1950: Traditions, Perceptions, and Transfers.